# Americký park

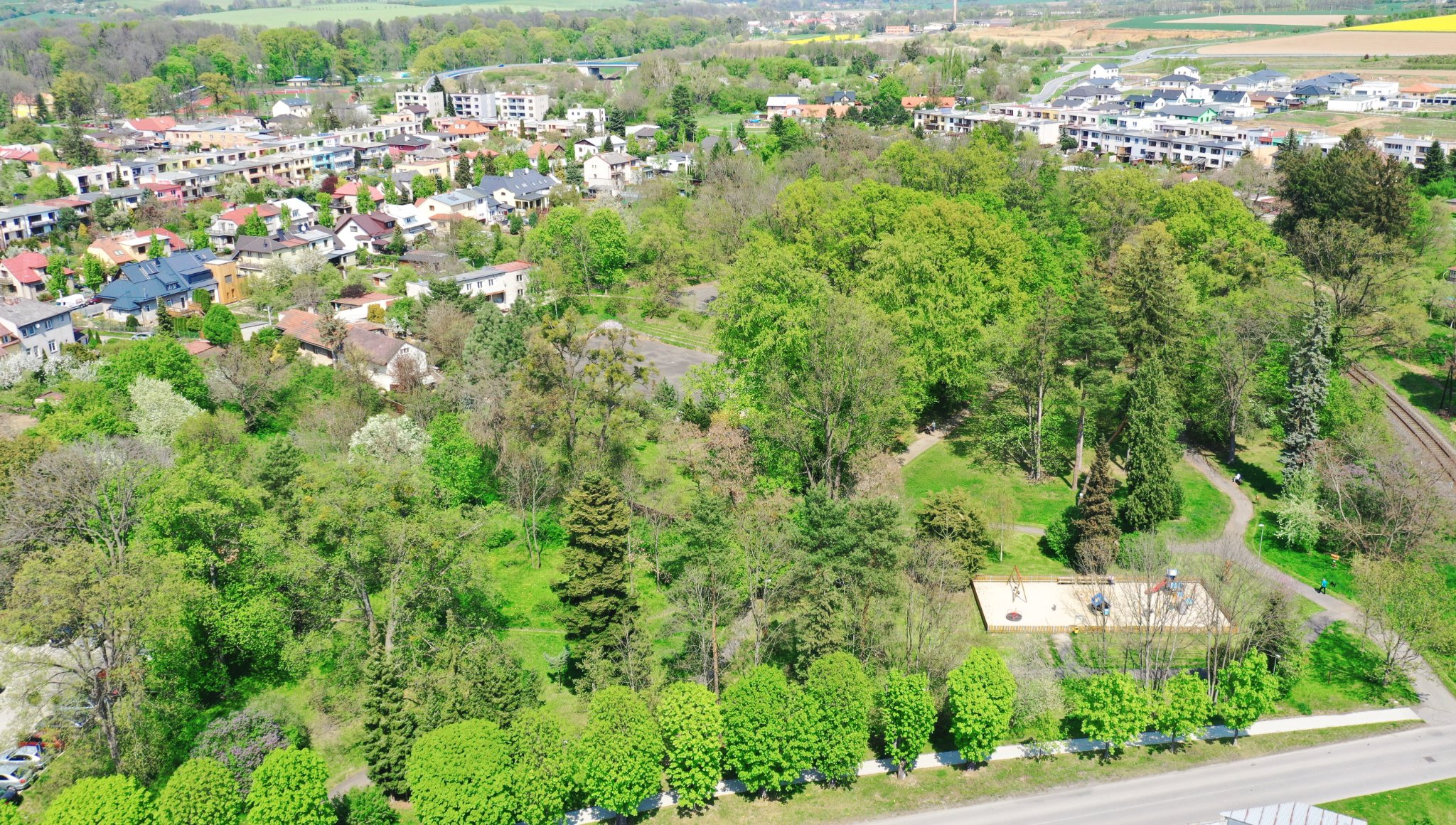
Americký park

Americký park (taktéž Američák, Amerika či Amcl) je veřejně přístupný městský park ve východní části katastru města Holešov, v okrese Kroměříž, ve Zlínském kraji. Tento park je zajímavý netradičním terénem a historií, která se odvíjí již více než 300 let. V současné době v částečné spolupráci s městem o park pečuje spolek Proud Holešov[nedostupný zdroj], jehož předsedou je holešovský rodák Jakub Nevřala.
V parku je vysazeno cca 380 stromů na celkové rozloze přes 2,7 hektarů. Nejstarší stromy (duby zimní) zde rostou již 250–300 let a jejich výška dosahuje 30–40 metrů. Skladbou a výsadbou dřevin lze toto místo popsat jako lesopark v anglickém stylu, jelikož jednotlivá výsadba stromů a dřevin netvoří roviny a přímky, jako je tomu u francouzského stylu parků (např. v zámecké zahradě holešovského zámku). Výškový rozdíl parku od jeho nejnižšího místa po nejvyšší je 17 metrů.
Jedná se také o největší plochu veřejné a parkové zeleně uprostřed městské zástavby v Holešově po místní zámecké zahradě a oboře, které ale de facto náleží holešovskému zámku.

## Historie vzniku parku
Americký park zaujme na první pohled netradičním terénem, který je svahovitý a propadá se ve dvou vlnách do jeho střední části. Tyto terénní změny v krajinném rázu parku byly způsobeny manuální těžbou zeminy, která zde probíhala patrně již na počátku 17. století.

### 17.–18. století

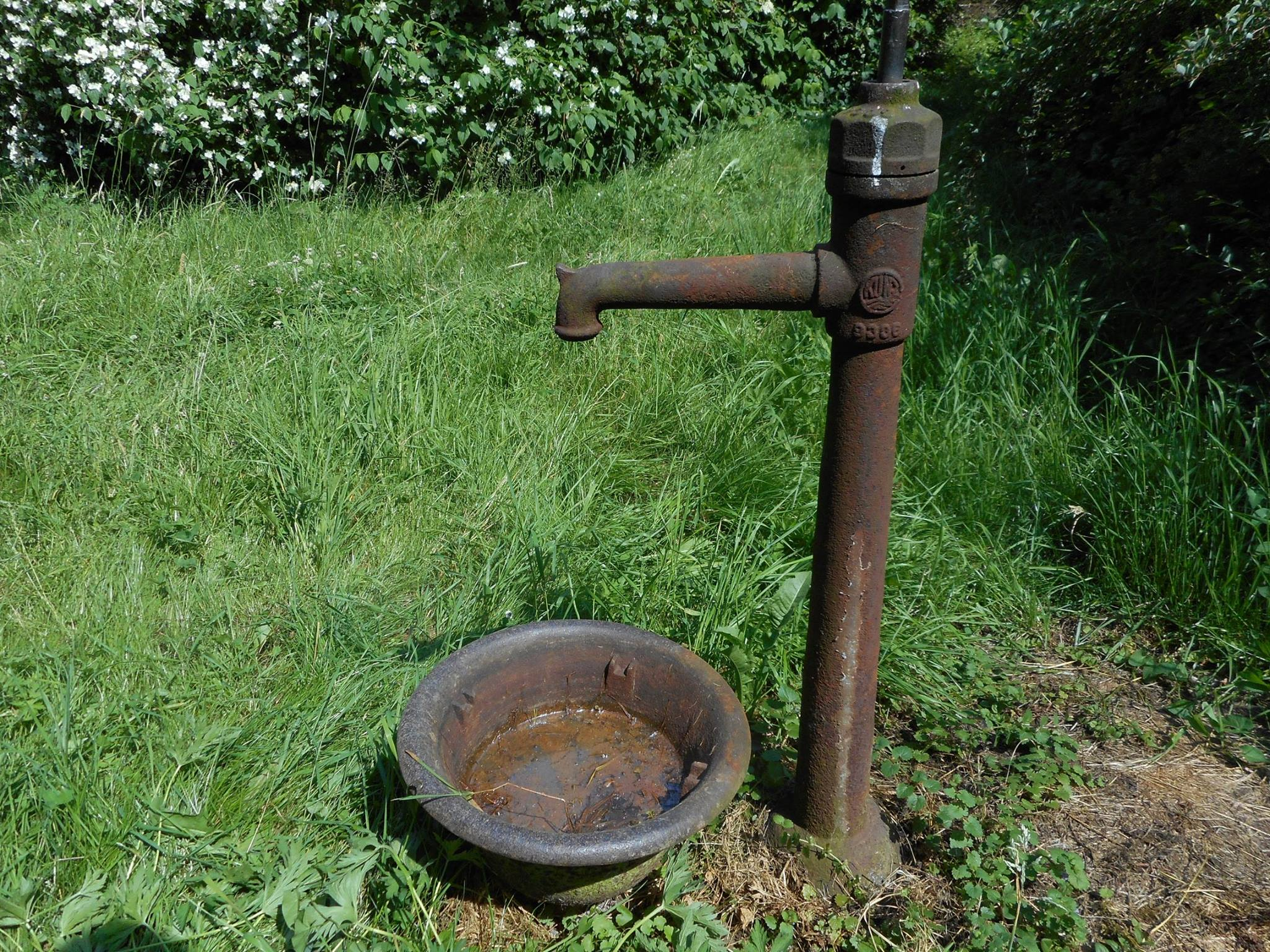
Americký park – pozůstatek jedné ze studen cihelny

Morfologie terénu je zapříčiněna původním využíváním celé oblasti (5–6 hektarů) v období 17.–18. století pro účely těžby a zpracování zeminy pro okresní cihelnu. Důležitým faktem pro rozhodnutí vybudovat cihelnu právě zde byla dostupnost pramenů podzemní vody, která byla při procesu výroby cihel zásadní. Z původních studen se dochovala symbolicky pouze jedna v západní části tohoto parku.
Cihelna, která mimo jiné dodávala své produkty (cihly) pro místní zámek a městské budovy, započala s těžbou v této oblasti začátkem 18. století. Po ručním vytěžení vhodné zeminy koncem 18. století se dobývací prostor posunul o zhruba 1 km severněji, kde těžba pokračuje prakticky dodnes (viz cihelna u Žop).
Následně byl původní vytěžený prostor ponechán přírodní rekultivaci (zarůstání) bez zásahu člověka. Pozvolné půdní sesuvy a propadání půdy společně se zarůstáním terénu náletovou vegetací začalo místním občanům připomínat „divokou krajinu Ameriky“ a právě v této době se začalo používat lidové a hovorové označení pro tuto oblast „Amerika“. Začala být místními obyvateli navštěvována právě pro svůj diferencovaný terén – kopečky, svahy a krátery, které zde vznikly po těžbě zeminy.

### První polovina 19. století
V období napoleonských válek došlo v roce 1805 k velké bitvě tří císařů u Slavkova. Důsledkem této bitvy, která skončila prohrou rakouských a ruských vojsk, bylo bezmála 30 tisíc padlých vojáků. Ranění vojáci byli postupně převáženi od bojiště směrem na východ do polních lazaretů.
Část raněných se dostala právě až do Holešova, který je vzdušnou čarou od místa bitvy vzdálen přes 80 km. Lazaret pro raněné byl umístěn do tehdejších kasáren z období Marie Terezie. Tyto dvě budovy stále existují a nachází se na Náměstí sv. Anny v Holešově.

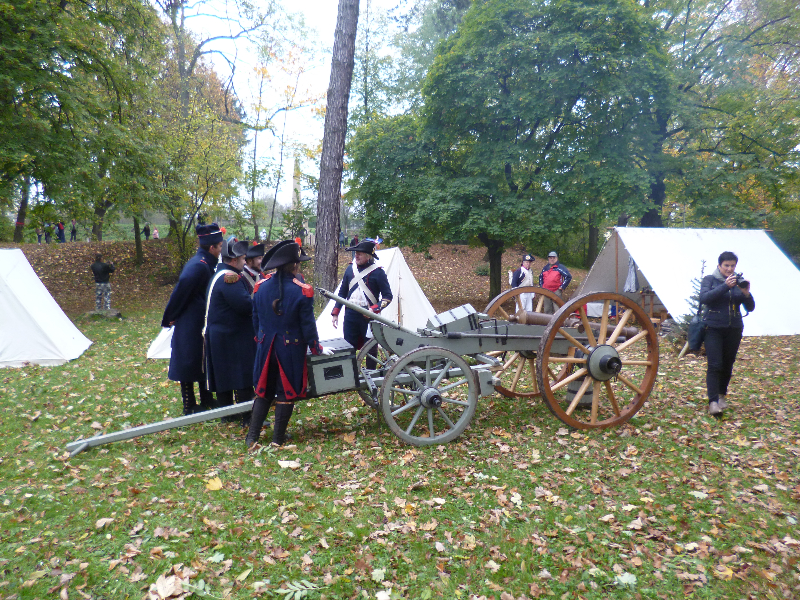
Americký park – rekonstrukce napoleonské bitvy 2014

Úmrtnost v tehdejší době byla poměrně vysoká, až 90 % raněných nakonec v holešovském lazaretu zemřelo, historicky se uvádí přes 1000 zemřelých vojáků. Takto velký počet mrtvol silně zvyšoval riziko vzniku cholery a dalších infekčních nemocí. Proto tehdejší zemské zřízení rozhodlo o jejich urychleném zakopání. Jako nejvhodnější místo se jevila právě oblast „Ameriky“, která byla dál od centra města.
K pohřbívání bylo využito kráterů po těžbě zeminy a vojáci byli pochováváni do masových hrobů. Jednotlivé hrobové jámy nebyly mapovány ani označovány. K dezinfekci a jako prevence proti šíření nemocí se využívalo nehašené vápno po každé vrstvě mrtvých vojáků. Hroby byly ze svršků a okrajů kráteru zasypávány zeminou.
Dále byl postaven symbolický dřevěný kříž z dubu o velikosti 6x3 m. Několikrát spadl a byl z iniciativy místních opět postaven. Toto místo však v zásadě žádný oficiální pietní charakter nebo status nikdy nemělo.

### Druhá polovina 19. století

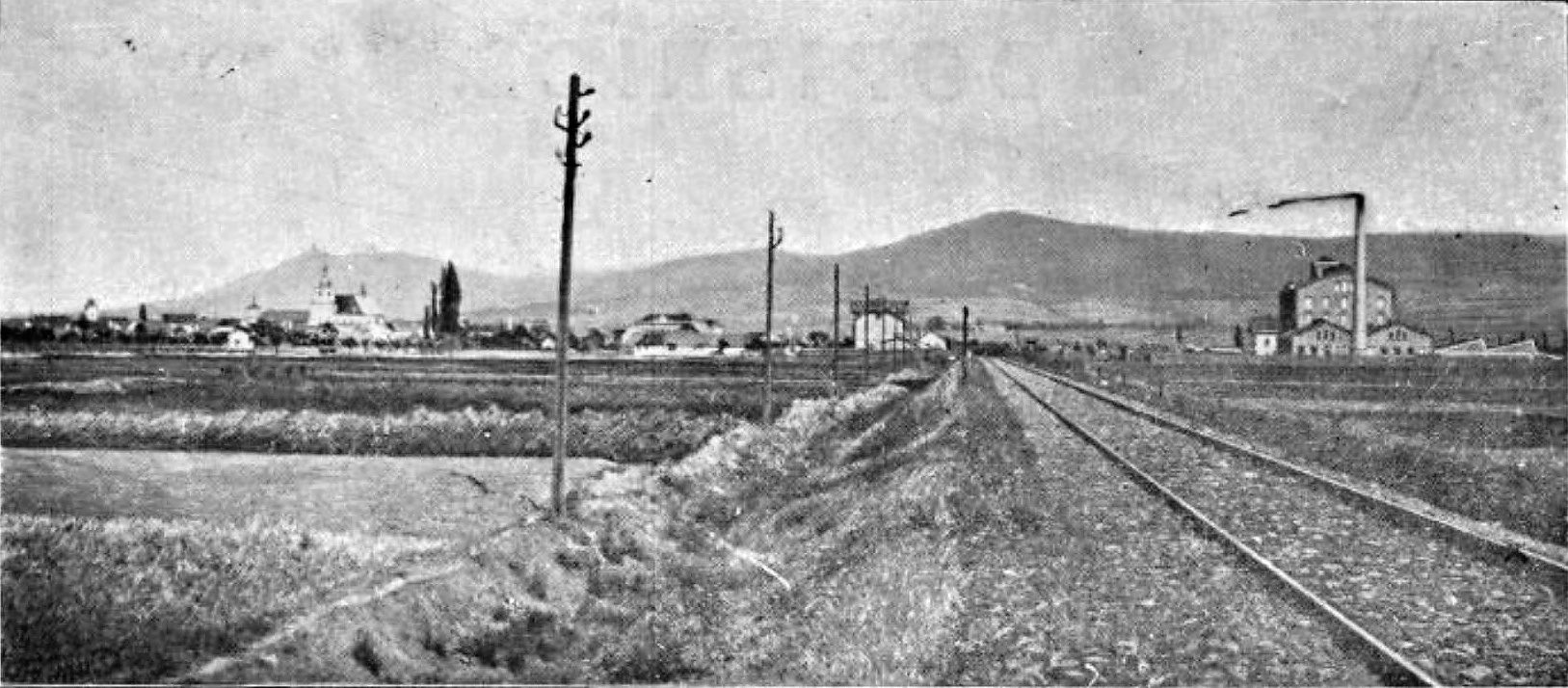
Holešov – železnice 19. století

Oblast „Amerika“ byla poté opět ponechána svému osudu až do druhé poloviny 19. století, kdy se v roce 1862 rozhodlo o vybudování železniční tratě Kroměříž – Hulín – Bystřice pod Hostýnem.
Během výkopových prací na železničním koridoru došlo právě v oblasti „Ameriky“ k neplánovaným nálezům kosterních ostatků pochovaných vojáků. Vzhledem k tehdejšímu přístupu k ostatkům a problematice pohřbívání to nebyl až tolik šokující nález, jako by tomu bylo v dnešní době.

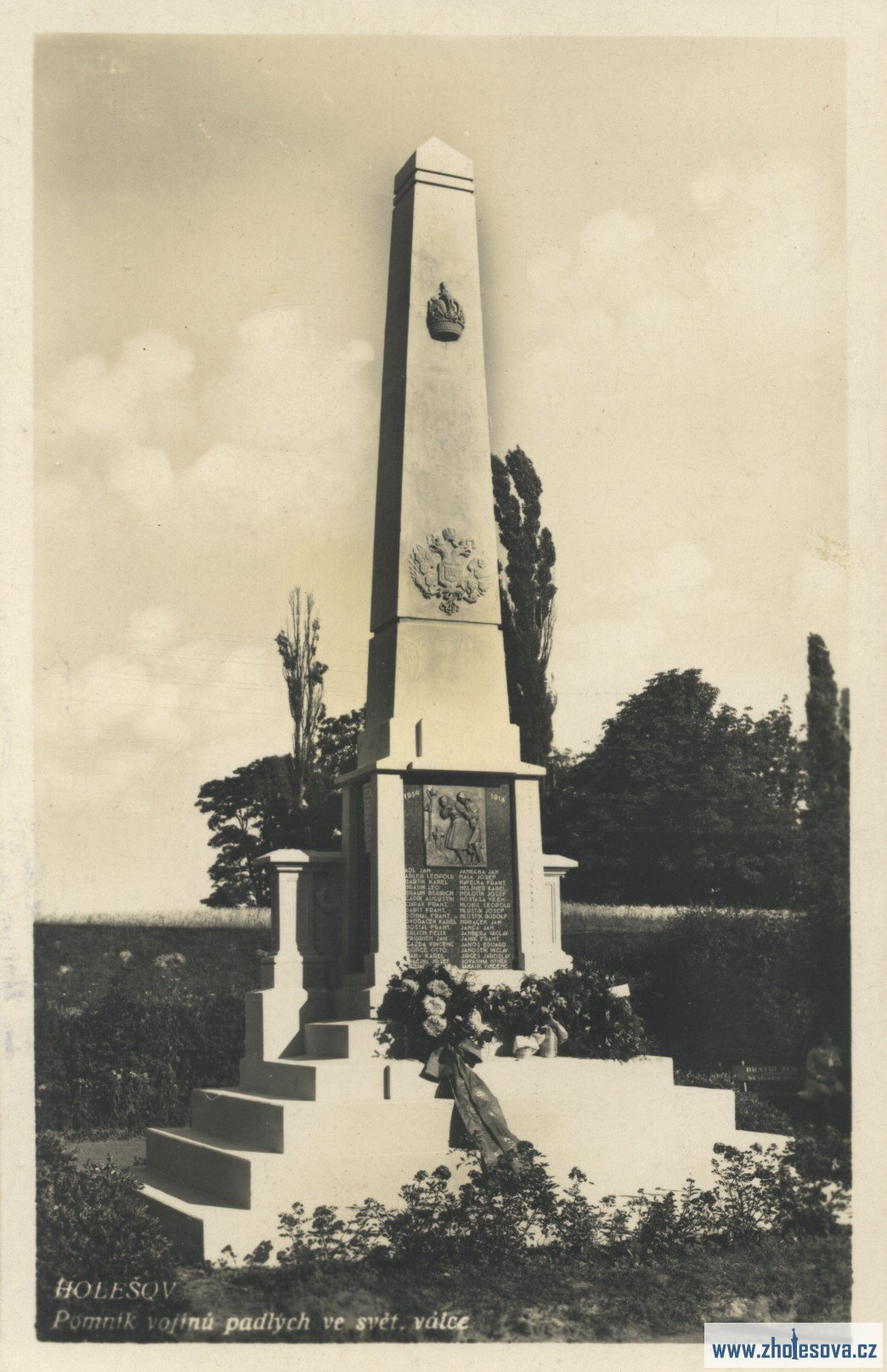
Wilsonovy sady (Americký park) Mohyla míru

Menší skupina místních obyvatel začala s tichým souhlasem dělníků po večerech objevené kosti sbírat a převážet ke zpeněžení do tehdejšího mlýna, kde byly kosterní pozůstatky využívány k výrobě hnojiv. Zaměstnanci mlýna po původu kostí příliš nepátrali až do okamžiku, kdy začala jistá dvojice starších žen dovážet lebky. To změnilo pohled na celou situaci a zaměstnanci mlýna věc nahlásili na místní četnictvo, které začalo věc vyšetřovat. (Zdroj: Josef Bartošek – historik města Holešova)
Při následném vyšetřování a dozorování výkopových prací byly nalezeny stovky koster, zejména na pravé straně současného břehu železnice. To s sebou přineslo rozhodnutí, aby byly veškeré nalezené lidské ostatky přeneseny o desítky metrů dál a opětovně zasypány. Železnice tak byla i přes tyto komplikace dokončena v původní trase.
O tuto událost se začala zajímat i místní šlechta a rozhodla (přibližně v roce 1880) o vybudování pietní jehlanovité mohyly nad největším hrobem vojáků. Mohyla je zde dodnes. Původně byly na její východní straně umístěny orlice Rakouska-Uherska a carského Ruska.
Oblast „Amerika“ tak získala více pietní charakter a místní šlechta, která měla pochopení pro tradice a vojenské veterány, začala místo zvelebovat výsadbou dřevin a prohlásila jej za parkovou oblast. Název „Amerika“ se proto změnil na „Americký park“.
Vytvoření Amerického parku bylo v tehdejší době přínosné, jelikož tvorba a zušlechťování městských parků či sadů bylo moderní záležitostí a Holešov do té doby žádný městský park neměl. Je potřeba poznamenat, že tehdejší zámecká zahrada a obora byly soukromým majetkem šlechticů rodu z Wrbna, přístup veřejnosti do nich byl zakázán či velmi omezen. Americký park proto začal sloužit i jako místo setkávání občanů, obohacoval kulturní a společenský život a byly zde pořádány různé veřejné události.

### První polovina 20. století
Začátkem 20. století došlo po ukončení první světové války ke vzniku první Československé republiky. Při vlně vlastenectví a euforie bylo rozhodnuto o přejmenování Amerického parku na Wilsonovy sady. Thomas Woodrow Wilson byl tehdejším prezidentem USA. Tímto mu měla být složena pocta, protože právě on se významně zasadil o vznik tzv. první republiky na politické scéně za oceánem i v Evropě.

Tato situace měla za následek i rozhodnutí odstranit vše, co připomínalo rakousko-uherskou monarchii. Z mohyly ve Wilsonových sadech byla sundána již zmíněná rakousko-uherská orlice. Naopak byla na mohylu umístěna pamětní deska připomínající 104 padlých vojáků z Holešova a okolí, kteří zahynuli v 1. světové válce. Fyzicky zde ovšem pohřbeni nebyli.

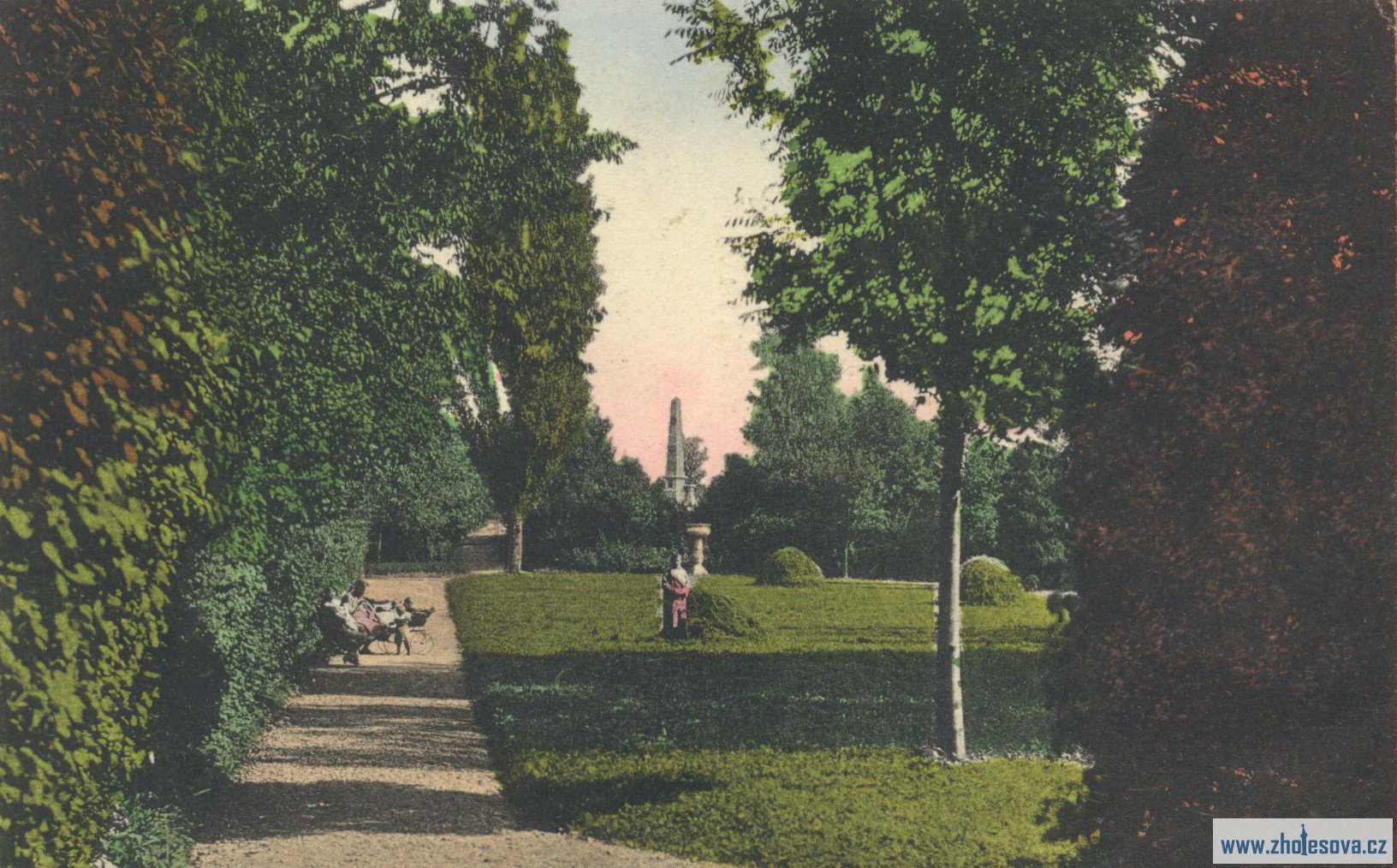
Wilsonovy sady (Americký park) 20. léta – hlavní alej

Wilsonovy sady se tak staly významem místem Holešova a bylo o ně náležitě pečováno. V roce 1919 vznikl Okrašlovací spolek, který ve stejném roce zasadil v centrální části parku Masarykův javor, jenž zde roste dodnes. Roku 2018 byl prohlášen za národní památný strom. Okrašlovací spolek o park velmi pečoval, což dokládají i dobové fotografie. Hlavním sponzorem tohoto spolku byl tehdejší šlechtic a válečný veterán Rudolf Kristián z Wrbna. Mimoto v parku vznikl i malý domek pro správce, který dohlížel na klid, pořádek a bezpečnost.
První republika se také prezentovala jako stát sportu a mládeže, a proto v nejnižší části Wilsonových sadů vzniklo rozhodnutím městské rady ve 30. letech 20. století sportovní hřiště s antukovým povrchem i s tribunami. Ke stavbě tribun byly využity právě okolní svahy. Populárním sportem v té době byla venkovní házená. V blízkosti hřiště byl vybudován také dřevěný altán pro oficiálnější příležitosti a proslovy.

### 2. světová válka
V období 2. světové války a protektorátu Čechy a Morava byly Wilsonovy sady mezi lety 1939–1945 nuceně přejmenovány na Československo-německé sady. Společenské akce, které pro toto místo byly typické, např. „Všesokolské slety“ nebo „tancovačky“ s živou hudbou se přestaly konat. 

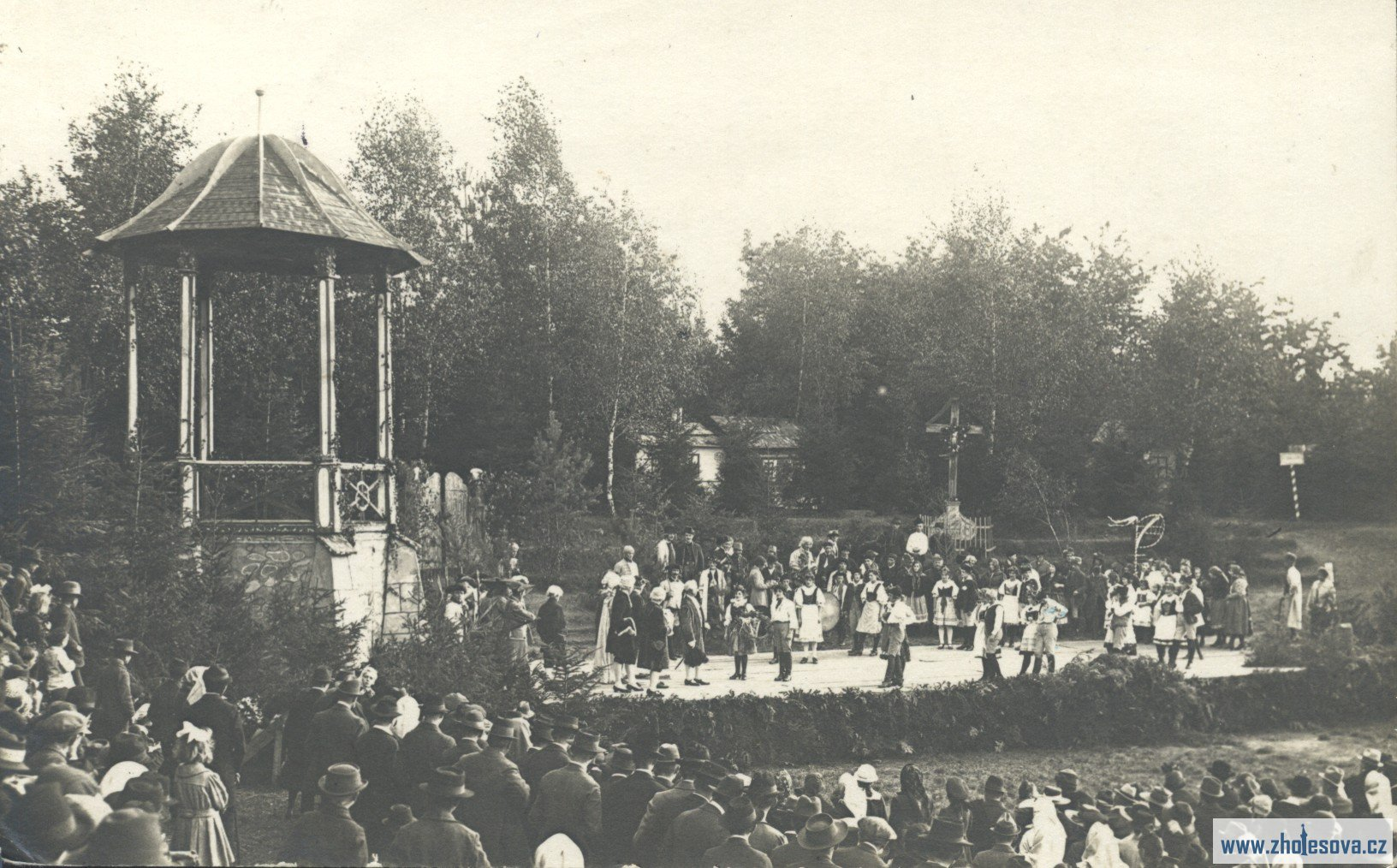
Wilsonovy sady (Americký park) 30. léta – společenská událost

Část holešovských pamětníků udává legendy o využívání parku pro „umělecký a duševní“ rozvoj místních jednotek Hitlerjugend (zpěv, odpočinek, sport). Tyto jednotky mimo jiné využívaly i prostory přestěhované cihelny k bojovému výcviku. Tuto skutečnost uvádí pamětnice paní Božena Válková, jež bydlela v blízkosti parku a jejíž rodiče pracovali v žopské cihelně.
Za 2. světové války byl park boji prakticky netknut. Místní pamětníci ovšem vzpomínají na využití železnice v blízkosti parku v dubnu roku 1945 jako na místo pro odstavení a zamaskování vojenských vlaků německé armády přepravujících dalekonosná děla. Měla být natolik veliká, že dokázala odstřelovat tehdejší Zlín (vzdálenost cca 20 km). Mohlo se tak jednat například o těžké polní houfnice 15 cm sFH 18 nebo o protiletadlový kanon ráže 88 mm FLAK vzor 41. To přimělo část obyvatel, aby se z okolí parku utekli schovat do přilehlých žopských lesů, jelikož vznikla obava ze spojeneckých náletů a kobercového bombardování. Tato událost byla popisována paní Marií Hvězdovou – veřejně a státem uznanou členkou partyzánského protinacistického odboje.
Následně byla tato situace více patetizována lidovou tvořivostí ve smyslu, že na železnici v parku mělo být umístěno dalekonosné a obávané dělo Dora. Toto tvrzení je prakticky možno vyvrátit, jelikož dělo Dora se v oblasti Moravy nikdy nevyskytovalo a ani nebylo transportováno přes tehdejší železniční síť. Ve skutečnosti se jednalo o jeden kus přesouvaného těžkého železničního kanonu Eisenbahngeschütz K 12 (E).

### Po roce 1948 – komunistický převrat
Po osvobození a Vítězném únoru v roce 1948 došlo opět k přejmenování parku, tentokrát na Stalinovy sady, podle tehdejšího vůdce SSSR, Josifu Stalinovi. Toto období také přineslo určité zmenšení plochy parku, jelikož se silně podporovala politika výstavby a bydlení. To mělo za následek rozprodání (rozkulačení) různých velkých pozemků a parcel, částečně i z parku samotného.
Obdobně tomu bylo i s „Dutkovým zahradnictvím“, místo kterého dnes stojí domy po levé straně Bezručova ulice. Tato ulice vznikla v roce 1910 v těsném sousedství parku. Následně se začala ve 30. letech 20. století měnit ve vilovou a elitářskou čtvrt města s přidanou hodnotou právě parku.

#### 60. léta – rozvoj sportu házené
Za minulého režimu bylo původní hřiště v parku částečně modernizováno novou betonovou plochou a stavbou budovy pro podporu populárního sportu 60. let, kterým byla házená. Budova byla stavěna v tehdejší populární akci „Z“ (stát dal materiál, občané postavili), spolu se členy sportovního klubu házené.
Původní dům správce již nebyl využíván, i když správce v parku působil i nadále a dohlížel především na bezpečnost a pořádek. Samotná správa a údržba zeleně připadala pod tehdejší národní výbor. Údržba parku byla dostatečná ovšem s porovnání s činnosti původní Okrašlovacího spolku se srovnat nedala.

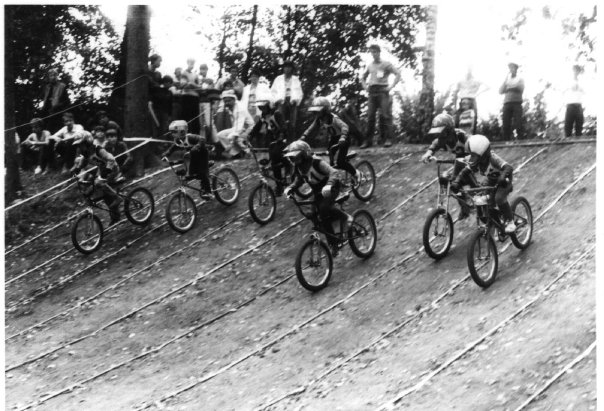
Stalinovy sady (Americký park) -BMX dráha a závody (70–80. léta)

#### 70. léta – stavba BMX dráhy
V 70. letech bylo rozhodnuto o vytvoření dalšího hřiště pro sport a veřejnost v parku. Začalo se používat rozdělení na tzv. „horní“ a „dolní“ hřiště. Současně byly také původní mlatové pěšiny vyasfaltovány. Jelikož v městě Holešov i jeho okolí byl a stále je populární sport cyklistika, bylo rozhodnuto o využití kopcovitého terénu parku pro tvorbu BMX dráhy pro sjezdy horských kol. Stavba, resp. úprava terénu mechanizací a ruční prací trvala zhruba půl roku. O tento sport byl v tehdejší době poměrně velký zájem a proto se parku konaly i různé závody v této disciplíně.

#### 80. léta – urbanizace okolí parku
V 80. letech vzniklo rozhodnutí vybudovat na okraji západní části parku další budovu panelového stylu pro ubytování důstojníků z místní Vysoké školy pohraniční stráže. Tato budova zde existuje dodnes a slouží jako internátní ubytování pro studenty „policejní školy“, přesněji tedy Vyšší policejní škola a Střední policejní škola Ministerstva vnitra v Holešově.

### Rok 1989 – revoluce a další změna názvu parku
V 90. letech po pádu východního bloku a vzniku samostatné České republiky byly Stalinovy sady opět přejmenovány místním zastupitelstvem na Americký park. Původní zbytky BMX tratě byly zarovnány převážně do roviny, ale část cyklistických nadšenců se zde vracela a sjížděla původní kopce a cestičky.
V následné porevoluční privatizaci došlo k majetkovému vypořádání, či přidělění jednotlivých hřišť v parku mezi místní sportovní organizace. Jednotlivá hřiště byla oplocena a širší veřejnosti byla prakticky nepřístupná. Sportovní organizace Orel a TJ Házená si hřiště navzájem pachtovala mezi sebou.
Původní budova, která sloužila jako zázemí pro sportovce, přešla taktéž do rukou organizace TJ Házená. Nicméně pozemky pod budovou patřily stále městu. Budova začala postupně chátrat a jejím částečným využitím bylo ubytování sociálně slabých a nepřizpůsobivých občanů, což se negativně projevilo na prostorech celého Amerického parku.

## Moderní historie Amerického parku

### Úpadek parku a jeho záchrana (2000–2010)

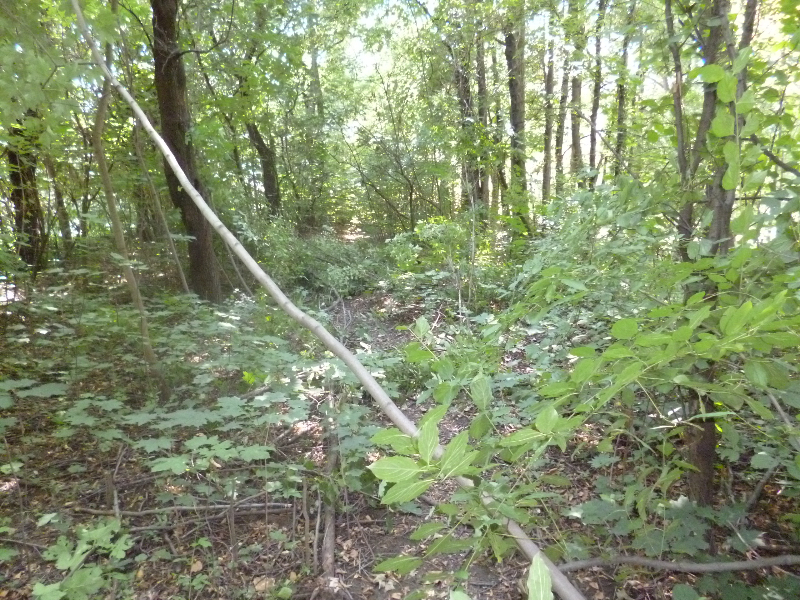
Americký park – chátrání oblasti – náletová zeleň 2007

Americký park prakticky bez větších investic a údržby od roku 2000 pozvolna chátral. V místech se začaly objevovat černé skládky odpadů, přespávali zde bezdomovci a park přestal být využíván veřejností, dětmi a sportovci.
Další komplikací bylo také složité využívání budovy „Házené“ ve vlastnictví sportovní organizace TJ Házená. V polovině budovy se střídaly v nájmu provozovatelé podnikající v pohostinství, kteří se různě intenzivně snažili udržovat a obnovovat spodní hřiště pro sportovce. To jim ovšem komplikovaly nejprve problematické pachtovské vztahy mezi pozemky, ale také následně minimální zájem ze strany města.
Původní osvětlení hřiště se postupem času stalo nefunkčním a bylo demontováno. Stejně tak přestalo být hřiště v zimních měsících využíváno pro kluziště, což bylo zejména v 90. letech populární fenomén spojován s hokejovými úspěchy Česka na Olympijských hrách. Zároveň byla budova stále zčásti využívána jako ubytovna sociálně slabých občanů a různé porušování zákonů musela na místě řešit policie.

### Projekt „zimního stadionu“ v parku
V roce 2011 přišlo vedení města s tehdejším starostou (PaedDr. Zdeňkem Janalíkem, ODS) s myšlenkou přetvořit park na tzv. centrální park, jaký existuje např. v New Yorku.

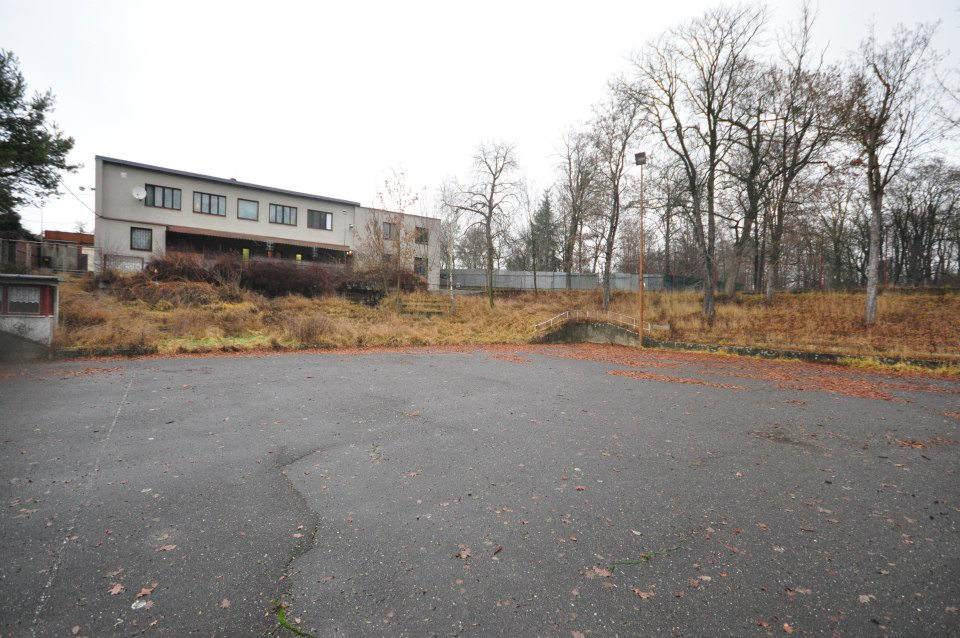
Americký park – spodní chátrající hřiště a budova „Házené“ 2010

Tento zprvu ušlechtilý plán však zahrnoval stavbu zastřešeného kluziště a plechové haly. Celý projekt byl veřejnosti prezentován velmi nejasně. Například nebyla nikdy uveřejněna 3D vizualizace a nebyly jasné náklady na celý projekt a následné financování vysokých provozních nákladů.
Proti tomuto záměru se jako první veřejně ohradil student Jakub Nevřala, jenž založil spolek Proud Holešov právě za účelem skutečné revitalizace a záchrany Amerického parku. V následné petici se podařilo získat 477 platných hlasů, což dopomohlo k tomu, aby se Jakub Nevřala dle petičního zákona stal v této věci „zástupcem veřejnosti“.
I přesto město vykoupilo blízké pozemky, tzv. Kulhajmovy zahrady (začátkem 20. století původní část parku), v té době za poměrně vysokou částku (500 Kč/m2). Jednalo se o nepropustnou buš a cca 5000 m2 černé skládky. Realizace tohoto projektu by prakticky znamenala zásadní a negativní změnu parku, kdy by se třetina jeho plochy proměnila v parkoviště s dominantní plechovou halou, jež by zastřešovala ono zmíněné kluziště.

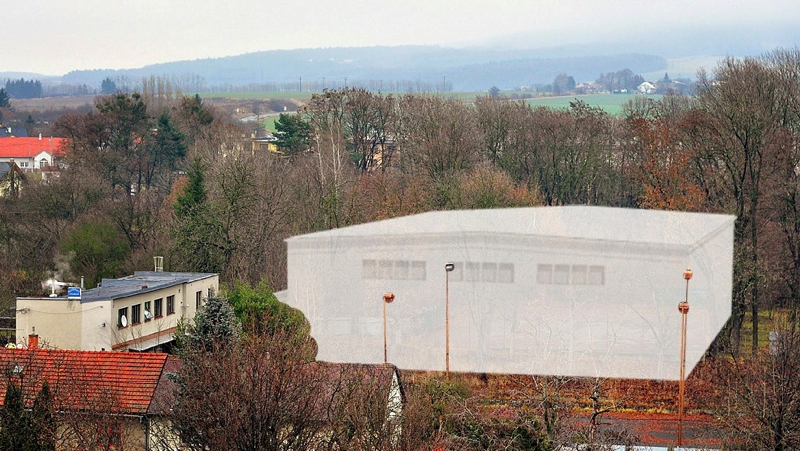
Americký park – dodatečná vizualizace zimního stadionu

Záměr stavby zastřešeného zimního kluziště, de facto malého zimního stadionu, byl situován velmi nešťastně a to na horní hřiště a do části vzrostlých stromů. To by znamenalo pokácení více než 80 dospělých stromů, srovnání kopcovitého terénu do roviny a budování parkoviště pro 50 vozidel. Navíc příjezd byl navržen přes úzkou ulici (odbočka ul. Bezručova) o šířce cca 2,5 m.
Projekt se soustředil zejména na stavbu zimního stadionu, nikoliv na revitalizaci parku samotného. Další podstatná skutečnost byla i ta, že doposud není možné přesně stanovit, kde všude v parku jsou pohřbení napoleonští vojáci. Společnost a média začaly tehdy tento projekt po veřejných diskuzích vnímat spíše negativně a ujal se argument „park není hala“, který může být rychleji a levněji postavena na jiných rovinatých pozemcích města. Naopak veřejnost chtěla, aby park byl skutečně a plnohodnotně realizován k vyžití všech občanů.

### Spolek Proud Holešov (2011– 2023)
Spolek vznikl v listopadu roku 2011 a začal aktivně komunikovat s veřejností, vedením města a zastupitelstvem. Tehdejší argumenty města o obnově a údržbě parku se odkazovaly na finanční náročnost a složitost administrativy. To byl základní impuls pro předsedu spolku Proud Holešov Jakuba Nevřalu, aby společně se členy spolku a veřejností začal park skutečně revitalizovat, jelikož heslo spolku je „Slova motivují, příklady táhnou“.

#### I. etapa – nejnáročnější práce a změna vnímání u veřejnosti (2011–2014)

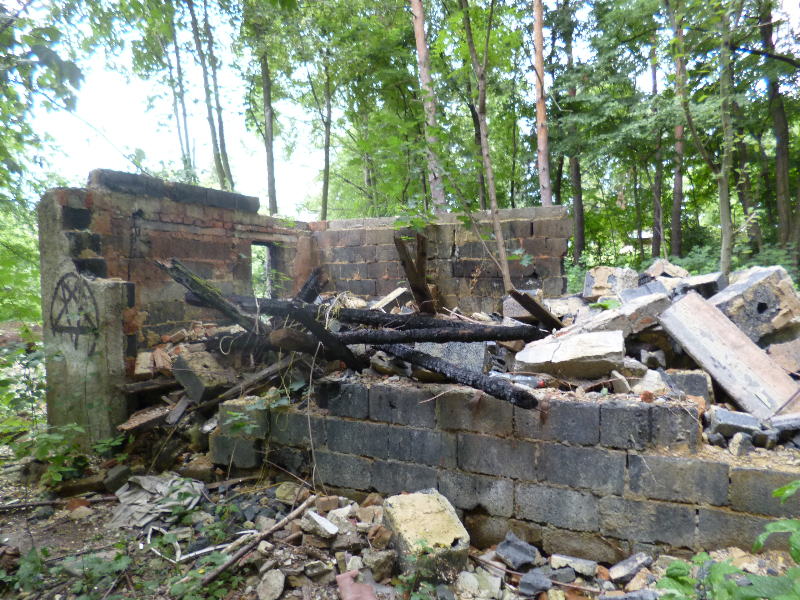
Americký park – vyhořelá stavba

Velkým nejen fyzickým, ale i finančním úsilím spolku došlo během cca 4 let k odstranění náletové zeleně a buše, likvidaci černých skládek, zatravnění poškozených ploch a zpřístupnění místa veřejnosti. Následně se podařilo odvézt sutiny z ruiny zahradního domku, na jehož místě poté spolek postavil zvonici. S pomocí některých místních politiků (např. Jaroslava Chmelaře) se podařilo zlikvidovat nevzhledné a nebezpečné pletivo okolo hřišť, což opět vedlo k prosvětlení a otevření parku.

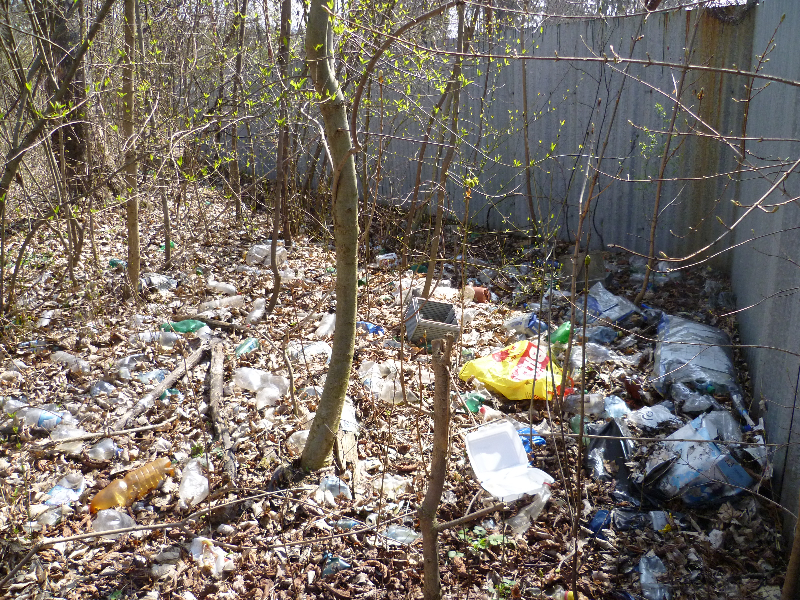
Americký park – černé skládky odpadu 2011

Spolek Proud Holešov také začal svolávat veřejné brigády a za pomoci občanů a dalších institucí park začal pozvolna měnit svou tvář. Do tohoto procesu se zapojili: Skauti Holešov, 1. ZŠ Holešov, 2. ZŠ Holešov, 3. ZŠ Holešov, MŠ Radost, MŠ Grohova, MŠ Sluníčko, Pionýrská skupina Dr. Mirka Očadlíka, Středisko volného času TYMY, skupina Debrujáři, Atletika Holešov a mnoho dalších dobrovolníků z řad široké veřejnosti. O práci spolku se začal zmiňovat i tisk a místní deníky.

### Financování spolku a fundraising
Financování spolku bylo postaveno na dobrovolnosti a příspěvcích ze strany jeho členů a veřejnosti. Následně začal spolek žádat o sponzorské investice ze strany města Holešov z dotačního titulu Akce Milion. Nejvyšší částka, kterou spolek obdržel na rok svého fungování, byla 20 000 Kč, nejnižší 3000 Kč.
Park začal být postupem času v očích veřejnosti vnímán pozitivněji a občané jej začali více navštěvovat a objevovat jeho potenciál. Širší veřejnost zpočátku nechápala nadšení a dobrovolnický záměr spolku, tj. pracovat nezištně pro veřejný a společný prostor. Až postupem času začala být tato činnost oceňována a vyzdvihována. Naopak se začalo poukazovat na liknavost ze strany města.

#### II. etapa – oživení parku, atrakce pro veřejnost a projekt dopravního hřiště (2014–2018)
Po zprůchodnění parku a jeho prosvětlení kvůli zvýšení bezpečnosti v něm proběhla v roce 2014 ve spolupráci s městem (Ing. Pavla Pšejová) inventarizace dřevin (v rámci projektu Stromy pod kontrolou). Nebezpečné stromy byly pokáceny a zároveň proběhla výsadba dřevin nových.

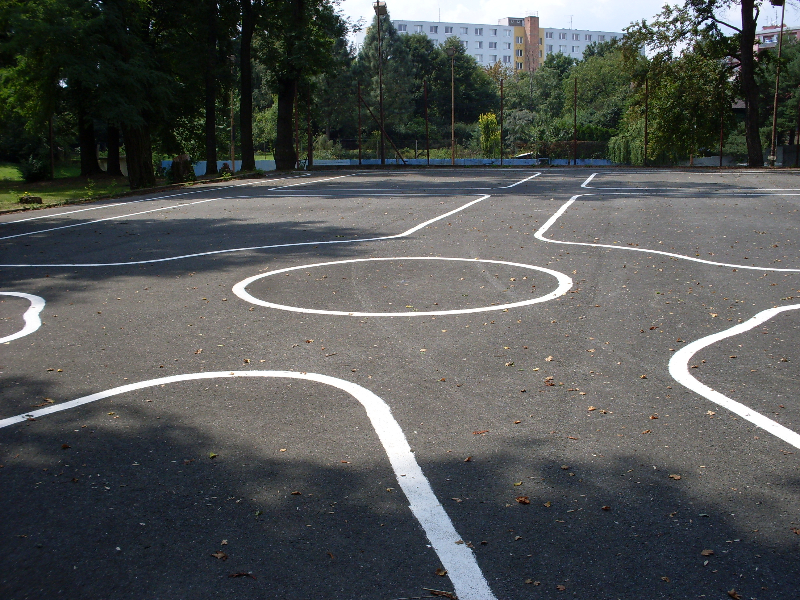
Americký park – dopravní hřiště

Tato příležitost byla využita pro další akci zaměřenou na děti a mládež s názvem Zasaď si svůj strom. Ve stejném roce došlo z iniciativy tehdejšího místostarosty (Mgr. Rudolfa Seiferta, TOP09) ke zdařilé opravě mohyly, která byla poškozena řáděním vandalů. Na podzim roku 2014 proběhla v parku také rekonstrukce napoleonské bitvy včetně vybudování dobového stanového ležení.
V roce 2015 vytvořil spolek na jednom z hřišť neoficiální dopravní hřiště pro děti a veřejnost. V parku vzniklo také několik atrakcí pro děti, lavičky, přibyli skřítkové v dutinách stromu a další zajímavá místa. Do spolupráce byla zapojena Střední škola obchodní a nábytkářská z Bystřice pod Hostýnem, která v parku vytvořila několik dřevěných soch. Tyto sochy se staly hlavním lákadlem parku pro veřejnost, zejména děti.

### Navrácení pozemků parku do majetku města

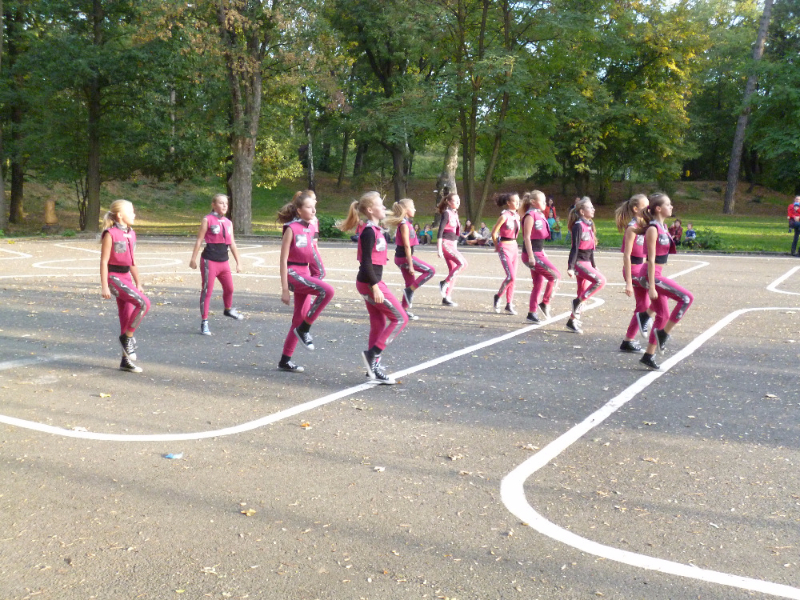
Americký park – Veselé odpoledne – ukázka pohybových aktivit

Spolek prohluboval spolupráci s městem i veřejností a díky tehdejšímu místostarostovi Ing. Radku Doleželovi (ANO2011) vznikl projekt na vybudování oficiálního BESIP dopravního hřiště, na kterém se pořádají jízdy zručnosti pro děti. Předprojektové práce mimo jiné napomohly k navrácení zchátralého spodního hřiště do majetku města a usilovalo se o získání budovy TJ Házené do vlastnictví města. Bylo navrhováno využít tuto budovu jako centrální zázemí pro park a její prostory využít pro sklad kol a výuku dopravní výchovy. Tento projekt byl bohužel po roce 2018 novým vedením města v čele se starostou (Mgr. Rudolfem Seifertem, TOP09) zastaven a nepokračovalo se již v této realizaci ani úvaze.
Spolek se začal starat i o novou (resp. původní) části parku, které získalo město zpět do svého vlastnictví, tedy spodní hřiště a tribuny. Opět bylo potřeba provést manuální práci na likvidaci náletové zeleně. Pozitivní byl přístup nového provozovatele „Sport baru“ v budově „Házené“, pana Hausknechta, který rovněž do vyčištění místa investoval svůj čas a energii. Tribuny byly zhruba během roku vyčištěné, provedlo se sportovní značení na povrchu hřiště, spolu s obnovou branek na házenou, či sítí na nohejbal.

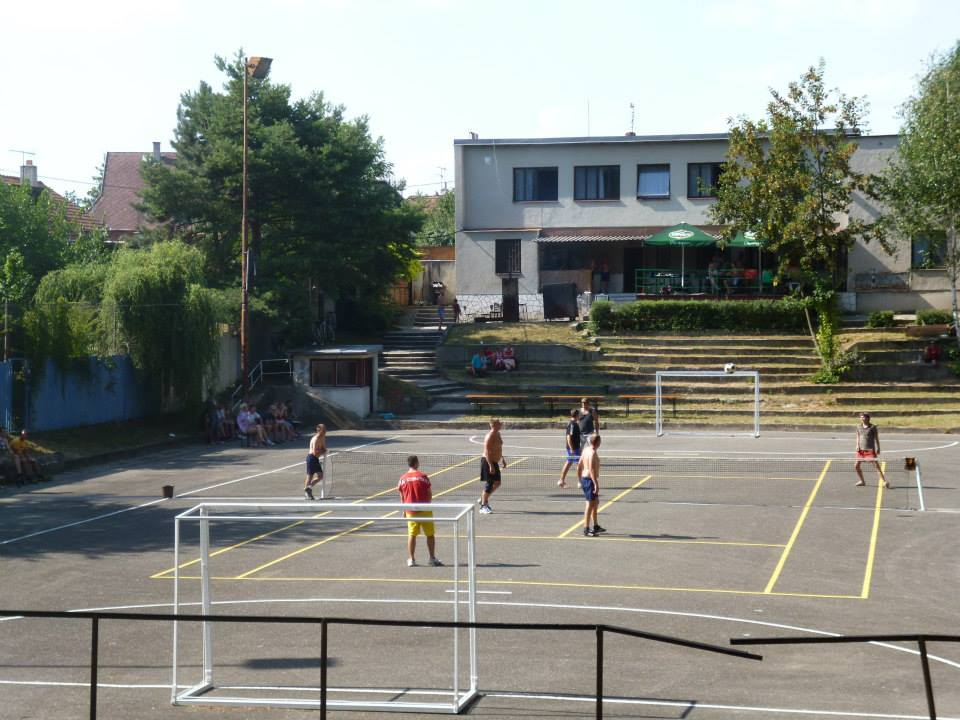
Americký park – oživení spodního hřiště 2013

Tato iniciativa napomohla dostat do parku nové sportovce z blízkého okolí, či internátu policejní školy. Podařilo se také uspořádat několik menších „přátelských“ turnajů v různých sportovních disciplínách (házená, nohejbal, badminton). Ovšem větší podpory ze strany města se nedostalo, například obnova sportovního povrchu za moderní a multifunkční. Taktéž samotný majitel budovy TJ Házená jako sportovní „nezisková“ organizace neměla dostatečný finanční prostředky na zásadní údržbu, nebo rekonstrukci budovy.
Mimo to spolek začal v parku pořádat veřejné a bezplatné akce pro mládež a menší děti. Například Veselé odpoledne (ukázka pohybových aktivit dětí), Dopravní den na kole (využití dopravního hřiště, ukázka práce městské policie, základy zdravovědy a jiný doprovodný program), závody RC modelů (pořádal spolek RC Rally Holešov – Michal Brázdil), Stezka odvahy pro děti (500–1000 m dlouhá trasa se strašidly, pohádkovými bytostmi a svíčkami v noci). V parku také přibylo několik dalších skřítků jako dekorace a atrakce pro děti (Tlustý Julián, Esmeralda a Izidur), dřevěný vláček, dračí strom, houpačky aj.

### Rákosníčkovo hřiště

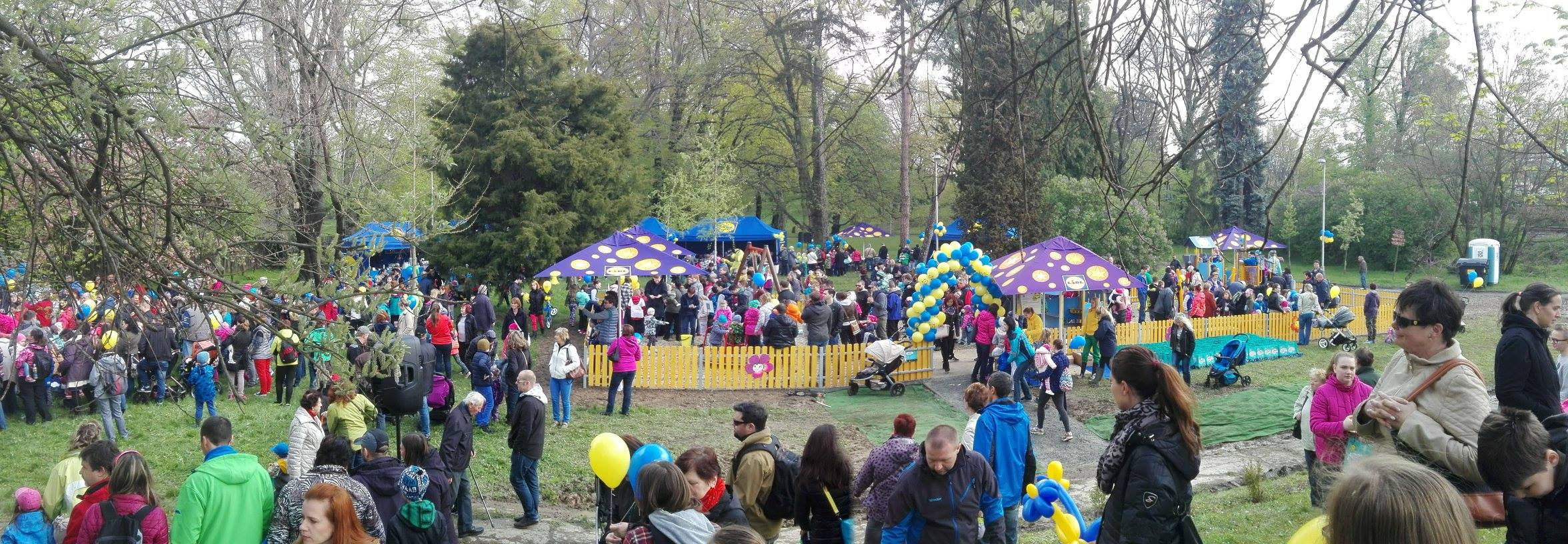
Americký park – slavnostní otevření Rákosníčkova hřiště 2017

V roce 2017 Holešov zvítězil ve veřejném hlasování v soutěži společnosti Lidl o stavbu Rákosníčkova hřiště v parku. Hřiště bylo slavnostně otevřeno za účasti Michala Nesvadby z Kouzelné školky a stalo se tak dalším lákadlem pro veřejnost. Soutěž a vybudování hřiště probíhala formou internetového hlasování, o které ve městě Holešov byl velký zájem. Jednalo se o další zásadní okamžik, kdy veřejnost začala více vnímat park a podporovat jeho proměnu a využít.
Předseda spolku Proud Holešov, Bc. Jakub Nevřala, byl v roce 2016 oceněn v celostátní soutěži Rádia Impuls s názvem Dobré srdce za svoji dobrovolnou činnost a práci v parku. Tím vznikl i několikadílný rozhovor do rádia, který byl postupně vysílán a pomohl tak medializovat činnost spolku v Americkém parku. V témže roce byl Bc. Jakub Nevřala oceněn za filantropickou a prosociální činnost rektorem Univerzity Tomáše Bati ve Zlíně, prof. Ing. Petrem Sáhou, CSc. na galavečeru studentů, kde převzal i symbolické ocenění.

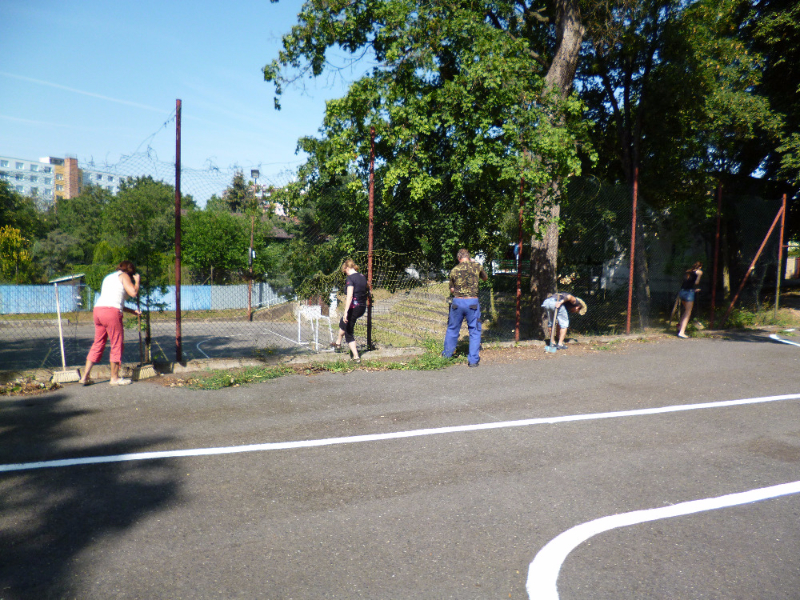
Americký park – veřejná dobrovolná brigáda

### Veřejné a dobrovolné brigády
Spolek i nadále jednal s vedením města v tématech zlepšení čistoty parku, jeho údržby a rozvoje. Velkou část parku spolek stále sekal vlastními silami, zejména zadní část parku. Podařilo se prosadit menší investici v podobě instalace další lampy veřejného osvětlení mířící přímo na mohylu, a tím zvýšit její ochranu před vandaly. Během těchto let se také stalo pravidelným zvykem, že členové spolku park zdobí podle ročních období, např. jde o dýňovou výzdobu na podzim, vánoční stromeček v prosinci či jarní květiny.
Park si našel další příznivce z řad veřejnosti, sportovce z blízké policejní školy, bruslaře na asfaltových cestičkách, cvičence taj-či aj. Také zde vznikla část trasy pro orientační běh Klubu českých turistů, kterou vybudoval pan Antonín Peška. V roce 2018 spolek umístil k neoficiálnímu dopravnímu hřišti ručně vyrobený dřevěný vláček, jehož hlavním autorem je pan Ing. Josef Havlík.

#### III. etapa – pandemie covidu-19, kontroverzní plány a ohrožení parku (2018–2022)

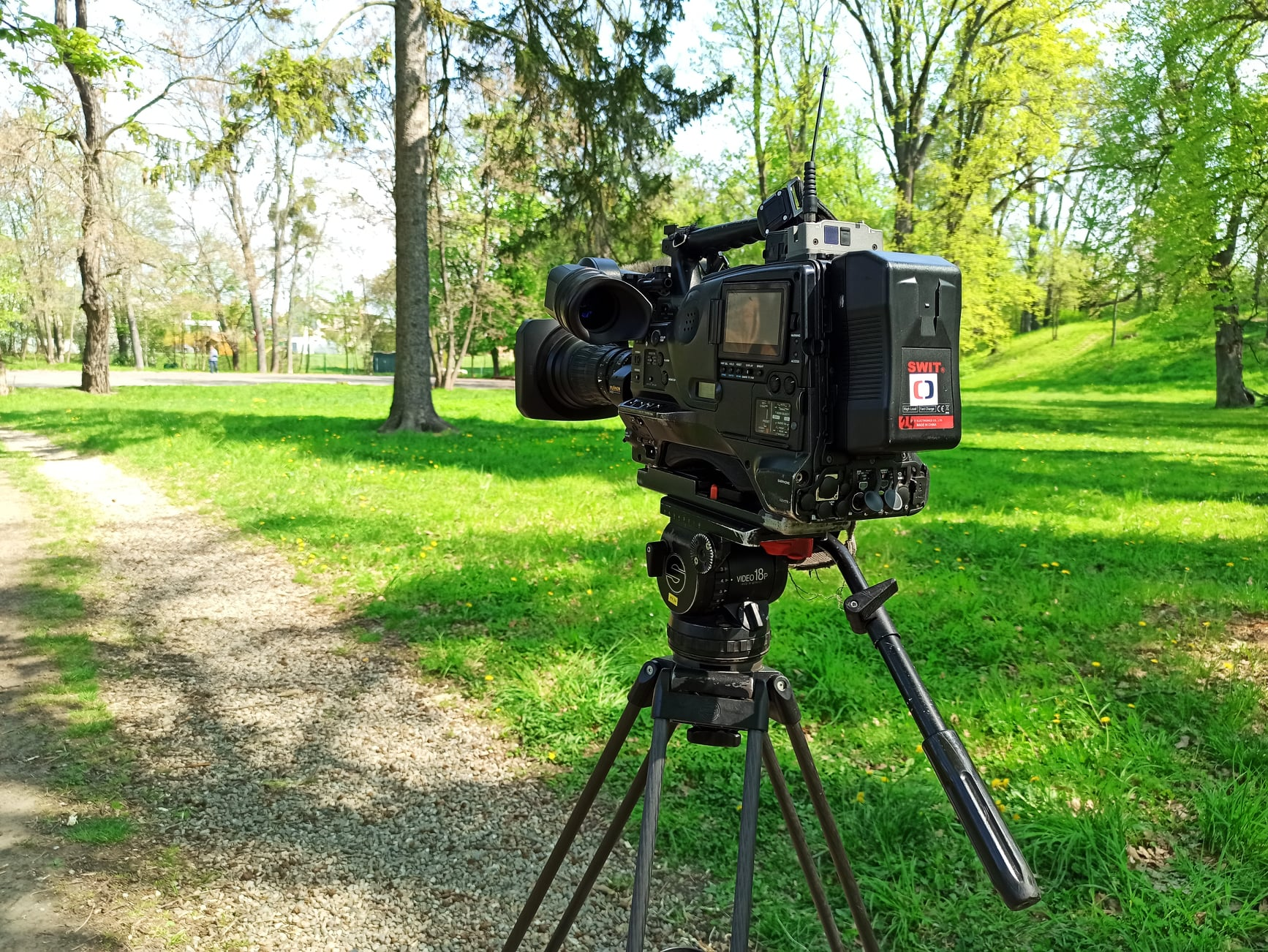
Americký park – natáčení České televize 2021

V průběhu celosvětové pandemické situace spojené s covidem-19 se spolek začal více orientovat na propagaci své činnosti na sociálních sítích v celostátních médiích.
To přilákalo pozornost České televize a vznikly dvě reportáže o Americkém parku v pořadu Občanské Noviny s podtitulem Nedej se. Štáb České televize v reportážích mapoval historii spolku a jednotlivá místa parku. (Autorem dokumentů je režisér Marcel Halcin.)

Spolek vytvořil v roce 2021 novou zvonici, jelikož ta původní z dutého stromu podlehla hnilobě. Nová zvonice vznikla za pomoci materiálního daru od firem Pila Woodwizer Martinice (Josef Totek) a PMS Plus Holešov. Také byla obnovena květinová skalka v blízkosti zvonice. 

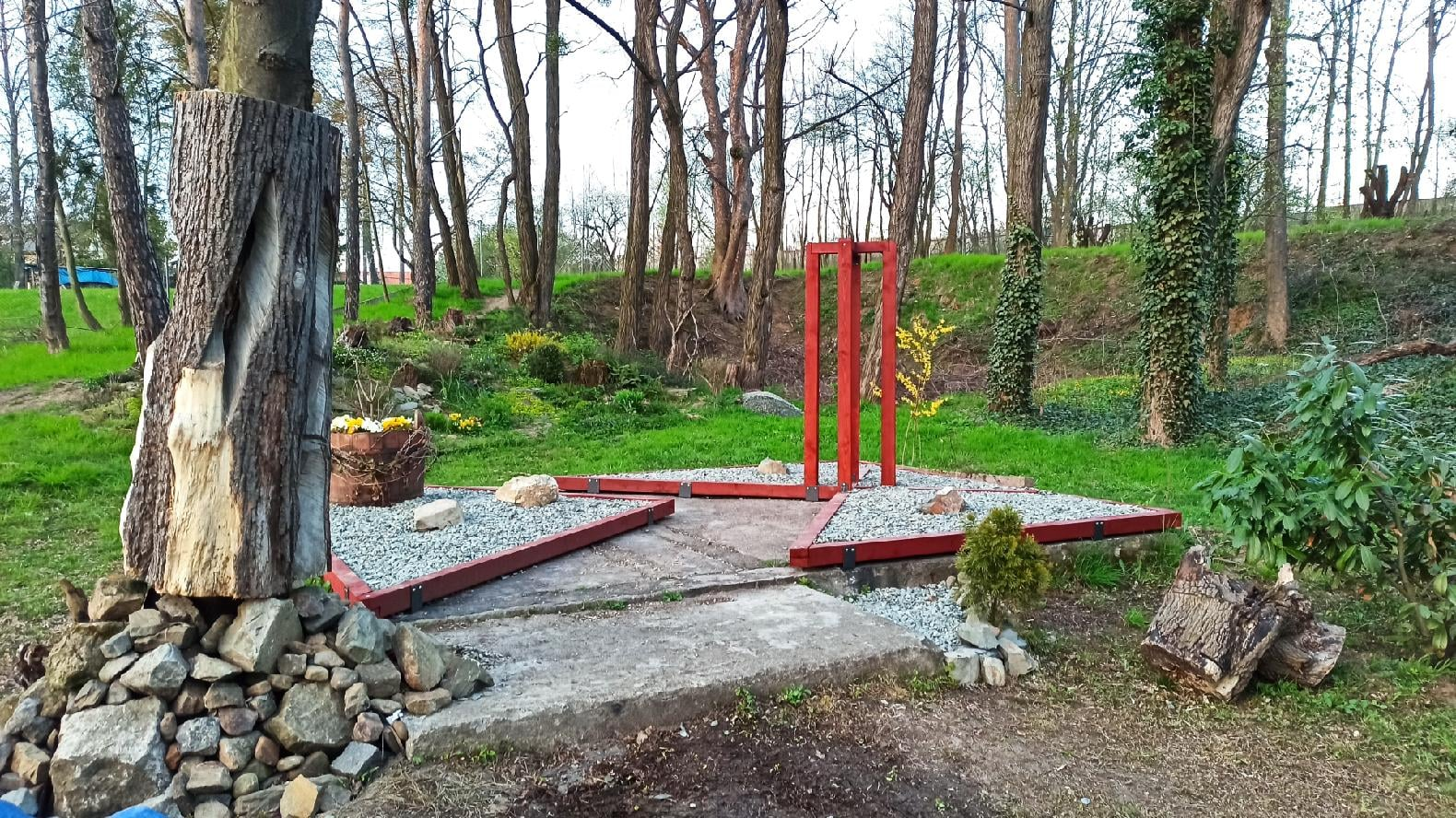
Americký park – stavba zvonice 2021

Spolupráce ze strany města, zejména v oblasti údržby parku, se zlepšila, čemuž pomohl tehdejší místostarosta (Ing. Pavel Karhan, KDU-ČSL). Město začalo například sekat všechny zelené plochy, zlepšila se činnost městské policie, modernizovalo se osvětlení kolem Rákosníčkova hřiště a vyasfaltovala se poškozená cestička v délce cca 120 m.
U horního hřiště byla také instalována jedna lampa na solární energii, hmyzí hotel a další atrakce pro děti. Na ulici Osvobození došlo k opravě veřejného chodníku, který vede podél parku.
Veřejné brigády byly po dobu pandemie covidu-19 omezeny a až po dvou letech se opět mohlo začít se setkáváním a intenzivnější činností v parku s podporou veřejnosti. Proto spolek údržbu o park prováděl více měně svépomocí a v rámci hygienických opatření stanovené státem. Například stavba zvonice tak trvala 2 měsíce.

### Dosah sociálních sítí a nový projekt revitalizace

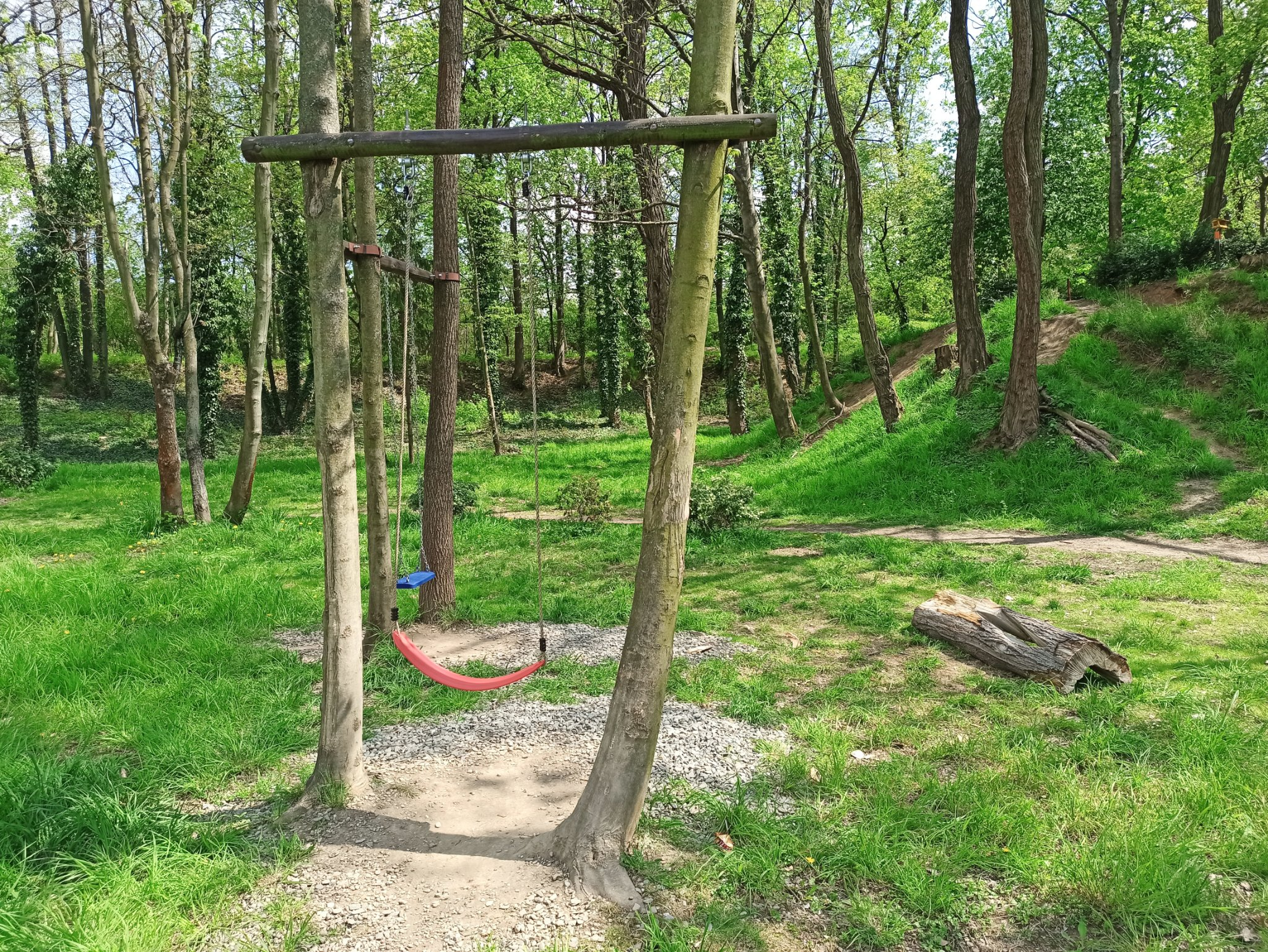
Americký park – přírodní atrakce pro děti

Na sociálních sítích skupina přátel Spolku Proud dosáhla počtu 2300 členů, což z ní udělalo osmou největší skupinu v Holešově a blízkém okolí. Americký park a činnost spolku se objevila také v reportážích HolešovTV. Došlo k obnově dřevěných soch, které opět vyrobila SŠNO z Bystřice pod Hostýnem. Bylo zasazeno několik nových stromů (buk červený), instalována krmítka pro ptáky, budky a další prvky.
Ze strany města došlo k protichůdným krokům. Z popudu tehdejšího místostarosty Ing. Pavla Karhana (KDU-ČSL) byla provedena případová studie a generel zeleně v parku za účelem vytvoření projektu skutečné revitalizace parku. Projekt obsahoval výsadbu nových a zahraničních dřevin, obnovení mobiliáře, květinovou alej, altánek, venkovní přírodní amfiteátr, obnovu asfaltových cestiček, vznik nových mlatových tras, workout hřiště pro mládež, atrakce pro menší děti a další.

### Privatizace parku a kontroverze postupu města
Naproti tomu došlo k privatizaci veřejného majetku. Konkrétně pozemky pod budovou bývalé „Házené“ byly prodány za velmi nízkou cenou vlastníkovi budovy, který prodej pozemků podmiňoval nutností pro využití dotačních titulů na rekonstrukci budovy a hřiště pro veřejnost. Ačkoliv již v tuto chvíli existovaly informace, že budova bude obratem prodána do soukromých rukou, i přes protesty předsedy spolku k tomuto záměru, který veřejně podporoval tehdejší starosta města Mgr. Rudolf Seifert (TOP09), nakonec došlo.

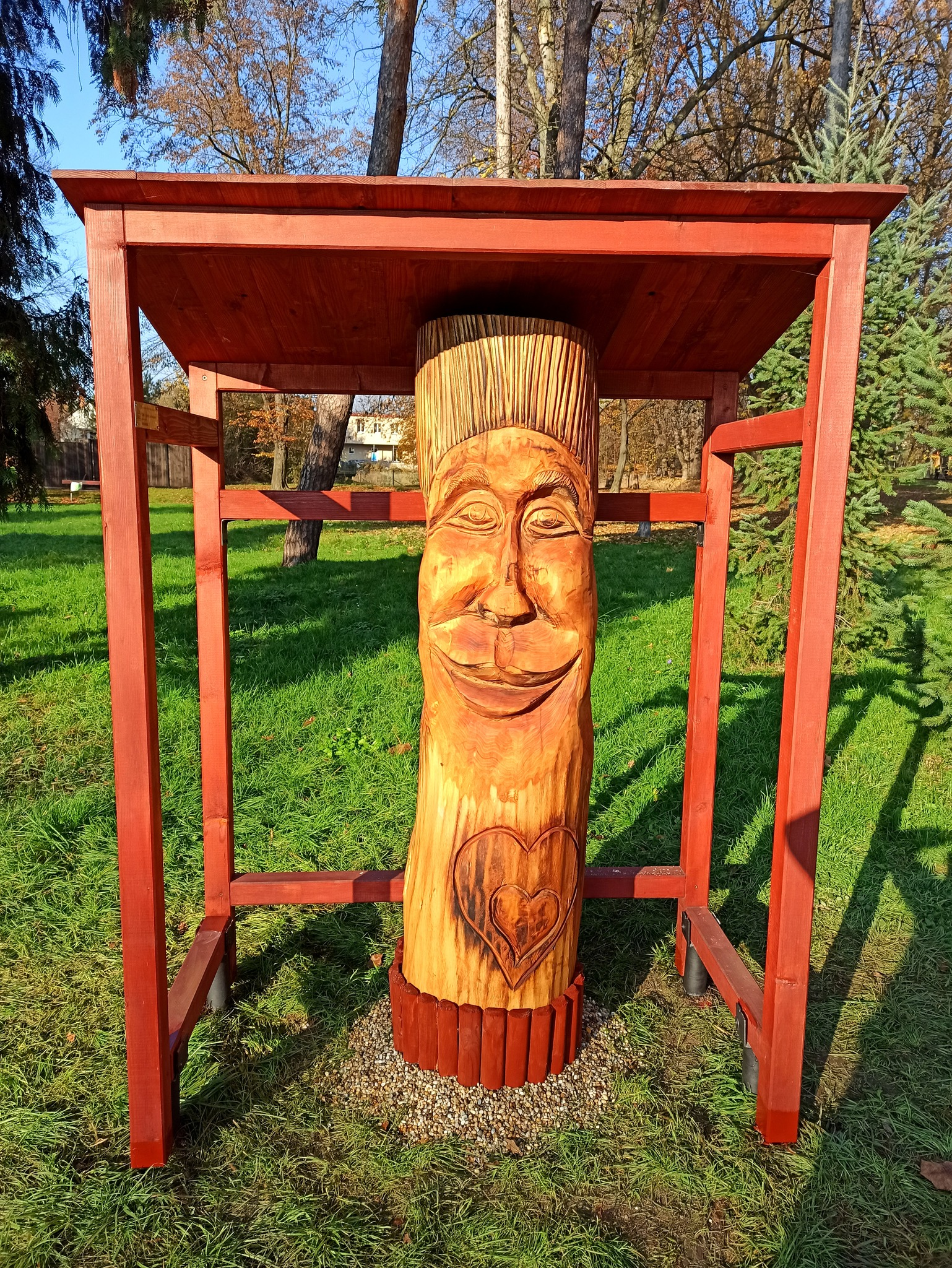
Americký park – zamilovaný obličej

Následně bylo bezplatně převedeno do majetku TJ Házená, formou zápůjčky i spodní hřiště a okolní pozemky o rozloze 3.425 m2. Smlouva je postavena tak, že pokud budou pozemky „zvelebeny“, může si je majitel ponechat. Při aktuální ceně pozemků (k r. 2022) se jedná o dar v hodnotě 5–6 milionů Kč. Ačkoliv majitel pozemky vůbec nezvelebil, bylo následně provedeno prodloužení darovací smlouvy do roku 2026, kterou opět tehdejší starosta Mgr. Rudolf Seifert (TOP 09) podepsal.
Během dalšího půlroku došlo k prodeji budovy soukromému investorovi, který v rozporu s územním plánem začal v budově vytvářet soukromé byty. Spor nastal v okamžiku záměru investora postavit v parku parkoviště.
Předseda spolku Mgr. Jakub Nevřala v této situaci vyvolal jednání s městem, investorem i dalšími dotčenými sousedy, ze kterého vznikl zápis, jenž ovšem vedení města ani investor nepodepsali. Není tedy nijak veřejně deklarováno, jaký je skutečný záměr investora a jaké bude fungování hřiště pro veřejnost. Vznikají tak domněnky, že hřiště bude následně prodáno a předáno z vlastnictví TJ Házená opět soukromému investorovi, jenž zde vybuduje soukromý a finančně výdělečný sportovní areál.
Spolek navrhoval, aby bylo hřiště ponecháno v majetku města a rekonstruováno z dotačních a veřejných prostředků, což je naprosto běžný model u ostatních hřišť a sportovních areálů v Holešově. Tím je zajištěno transparentní fungování a provoz sportovišť, a nedochází tak k privatizaci veřejného majetku za výhodných či bezúplatných finančních podmínek. Cílem celého jednání ze strany předsedy spolku bylo nalézt kompromisní řešení pro podporu veřejně dostupného sportu v parku. Také byla snaha, aby při případných terénních a stavebních pracích město do parku zainvestovalo v podobě kamerového systému a veřejného osvětlení.

### Požár stromu
V zimě roku 2021 došlo k požáru jednoho dutého stromu, ve kterém byl umístěn skřítek Tlustý Julián. Příčina požáru nebylo přesně zničena, ale nejspíš se jednalo o úmyslné zapálení suchého dřeva lípy, například pyrotechnikou.

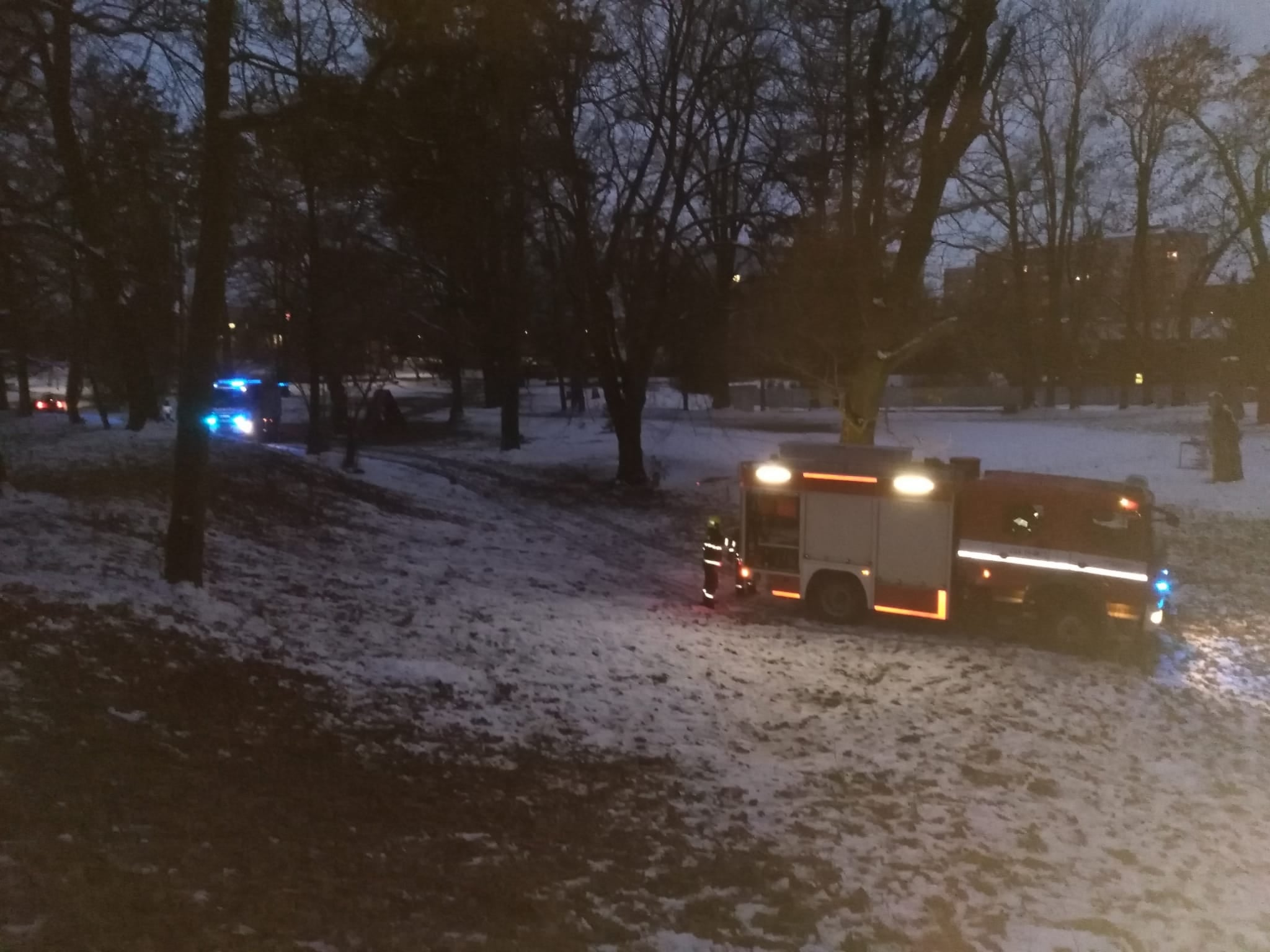
Americký park – požár stromu 2021

Došlo také ke sporu o „přemístění krmítka“ z pozemku nově nabytého vlastníka TJ Házená. Diskuze se vedly i na téma zničené části parku parkujícími vozidly ze stavby bytů soukromého investora.
V srpnu r. 2022 došlo k další vlně vandalismu, kdy bylo počmáráno Rákosníčkovo hřiště a poničena střecha nad dřevěnými sochami veverky a zajíce. Tyto události zvedly na sociálních sítích velkou kritiku a nevoli u občanů, kteří odsoudili chování vandalů, ale také zabezpečení městského majetku. To vedlo k příslibu města na nákup mobilních bezpečnostních kamer. Nakonec se jedna bezpečnostní kamera objevila u Rákosníčkova hřiště.
V září téhož roku byl v parku uspořádán další ročník Stezky odvahy pro děti, které se zúčastnilo 243 dětí v doprovodu svých rodičů. Trasa byla dlouhá 500 metrů a byla posetá dvaceti strašidly a panáčky. S organizací stezky odvahy pomáhal spolek Proud Holešov, dobrovolníci z Atletiky Holešov a obce Količín.

### Volby 2022 a téma Americký park

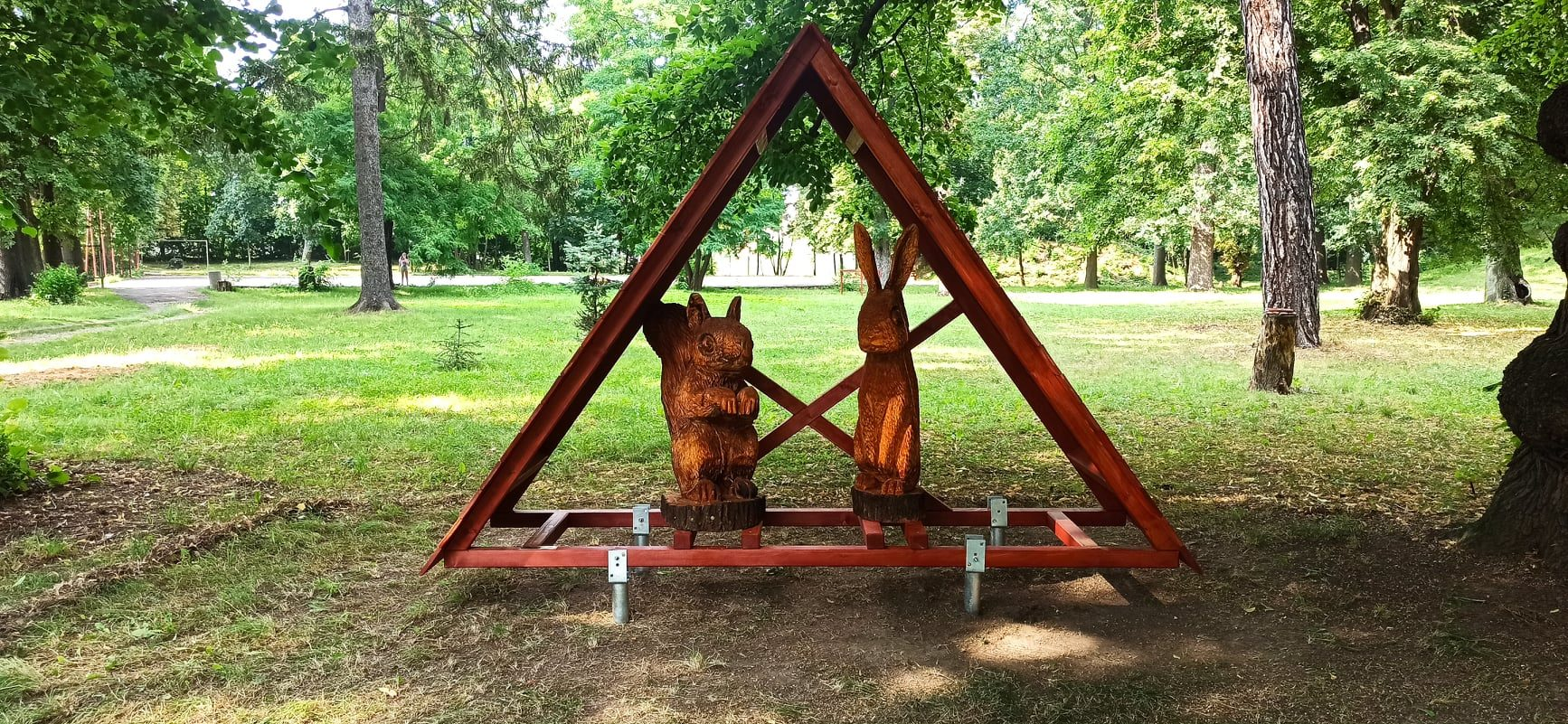
Americký park – socha zajíce a veverky

V roce 2022 se stalo téma skutečné revitalizace Amerického parku také volebním tématem, které prosazoval v komunálních volbách do obecního zastupitelstva předseda spolku Mgr. Jakub Nevřala, (kandidát za ANO). Ve volbách získal 1183 preferenčních hlasů (v pořadí 3. nejvyšší umístění ze všech kandidátů) a osud Amerického parku mu není lhostejný i nadále.
Jako první krok uspořádal Mgr. Jakub Nevřala veřejnou anketu o výsadbě dalšího Masarykova stromu v parku při příležitosti oslav 28. října. V anketě zvítězila lípa malolistá (národní strom), která byla následně v parku zasazena.
V listopadu r. 2022 proběhlo ve spolupráci s Atletikou Holešov a za pomoci dobrovolníků z řad Armády ČR k instalaci další dřevěné sochy s názvem Zamilovaný obličej v centrální části parku, autory díla jsou studenti SŠON.

### 2023 – změna vedení města a obnova plánu na revitalizaci

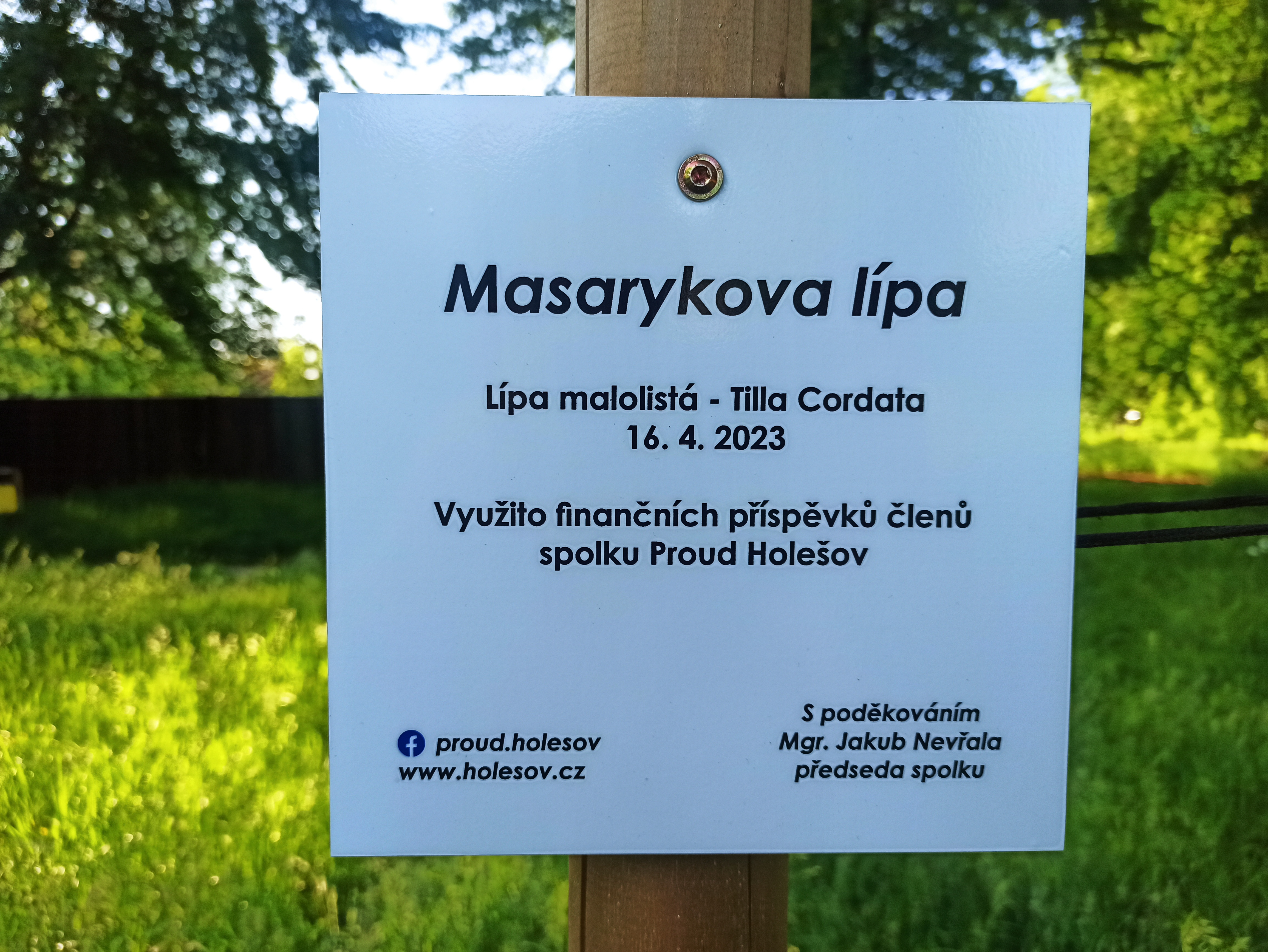
Americký park – Masarykova lípa

Dne 17.04.2023 došlo na veřejném zasedání zastupitelstva města ke kompletnímu odvolání původního vedení města. Novým starostou města se stal Mgr. Milan Fritz (ANO 2011), který společně s novým místostarostou Ing. Pavlem Karhanem (KDU-ČSL), obnovil původní projekt pro revitalizaci parku. V tomto měsíci došlo také k zasazení Masarykovy lípy, kterou si vybrali ve veřejné anketě občané města.
Masarykova lípa si získala u veřejnosti oblíbenost, jako další atrakce pro děti. Rodiny s dětmi tak chodili společně zalévat mladý strom, aby se dobře ujal a zakořenil.
Předseda spolku Mgr. Jakub Nevřala pokračuje v péči o park nadále, kdy se společně s novým vedením města podílí na návrhu nového koncepčního projektu, tak aby park byl místem pro „setkávání všech generací“.

##### Obnova dopravního hřiště - 2023
V červnu 2023 se podařilo s vedení města realizovat tvorbu nového značení pro dopravní hřiště. Měření a kótování provedl spolek, ve spolupráci s odborníky na dopravu tak, aby nové značení odpovídalo potřebným normám. Spolek s městem uzavřel dohodu na společné realizaci.

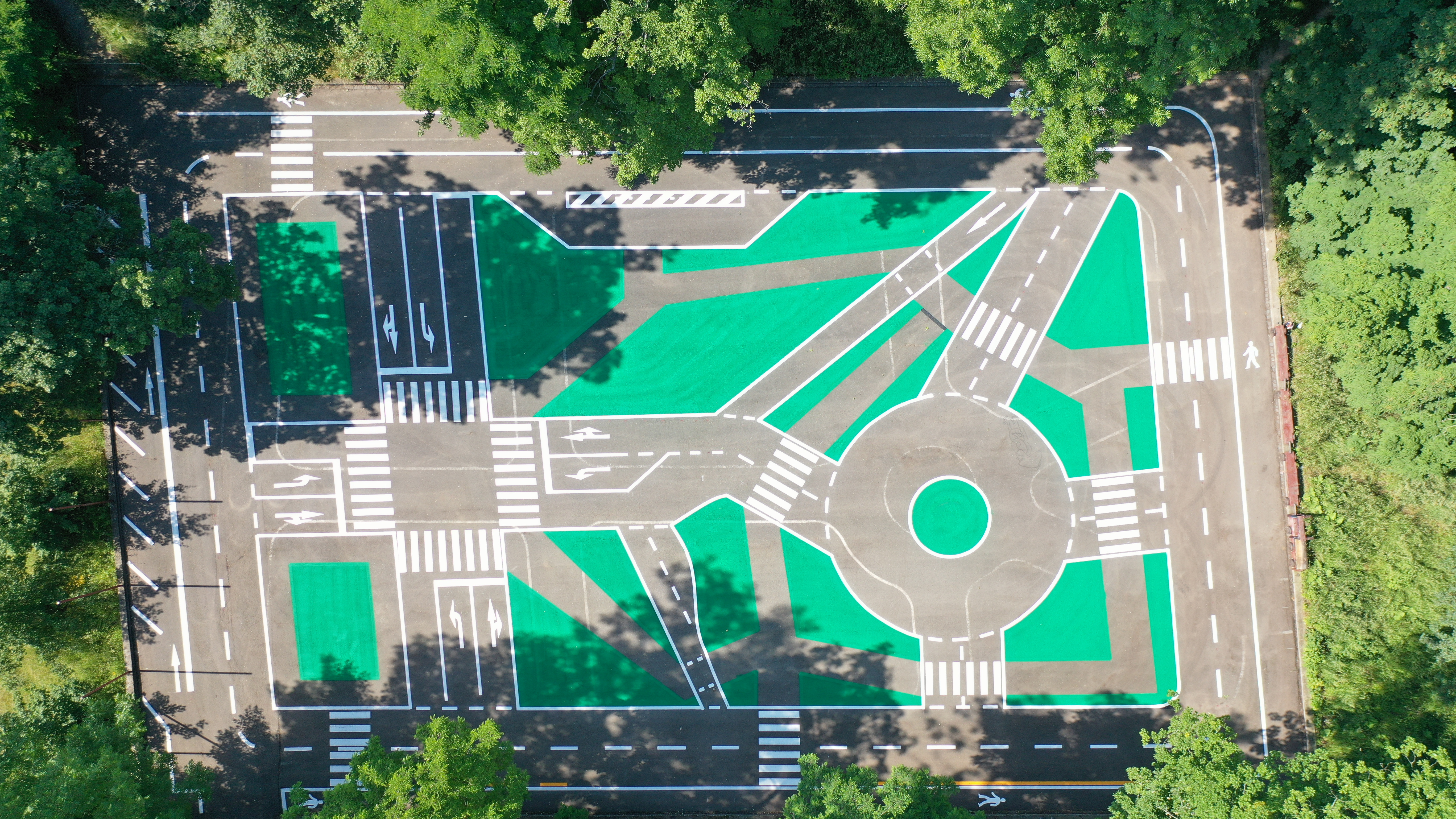
Americký park - dopravní hřiště 2023

Město na své náklady vyčistilo povrch hřiště a zafinancovalo nástřik profesionálního dopravního značení. Spolek během rozměřování a nástřiku na místě asistoval a pracoval na dalších detailech hřiště, jako bylo natažení bezpečnostního pletiva, dodělání imitace přejezdu, odstranění náletů a podrostů, či oprava dřevěného vláčku.
Dopravní hřiště má rozměry 26,5 x 42 m. Délka všech čar je 1872 metrů, nejdelší trasa za předpokladu projetí všech prvků je dlouhá cca 350 metrů. Hřiště obsahuje klasickou čtyřramennou křižovatku, T-křižovatky, přechody pro chodce, místa pro přecházení, jednosměrku, zúžení, záliv, parkoviště pro kola, odbočovací pruhy, plnou a přerušovanou čáru, zákaz stání a zastavení, železniční přejezd (kovová pásovina na zemi), kruhový objezd, chodníčky, imitaci travnaté plochy aj.